# Chronik des russischen Überfalls auf die Ukraine, März bis Juli 2024

Animierte Darstellung des Verlaufs der russischen Invasion in der Ukraine ab dem 24. Februar 2022

Diese Chronik stellt eine Übersicht zur Chronologie des russischen Überfalls auf die Ukraine von Anfang März 2024 bis Ende Juli 2024 dar.
Hinweis: Aussagen zum Kriegsverlauf während einer kriegerischen Auseinandersetzung sind aufgrund der kriegsbedingt nicht herstellbaren Objektivität und der sowohl politisch beschränkten als auch oft gelenkten Informationsfreigabe beider Seiten in der Regel unüberprüfbar. Auch seriös klingende Vermutungen sind aufgrund der Nachrichtenlage in der Regel weder von inneren Überzeugungen der Beitragenden noch von vorsätzlich betriebener Meinungs- und Medienbeeinflussung unterscheidbar.

## März 2024

### 1. März
Der russische Auslandssender RT veröffentlichte über seine deutschsprachige Sparte RT DE eine Aufzeichnung eines im Februar 2024 stattgefundenen und abgehörten vertraulichen Gesprächs zwischen dem Inspekteur der Luftwaffe, Ingo Gerhartz, dem Brigadegeneral Frank Gräfe und zwei weiteren Offizieren zum Thema Marschflugkörper Taurus und dessen möglichem Einsatz im Russisch-Ukrainischen Krieg.

### 2. März

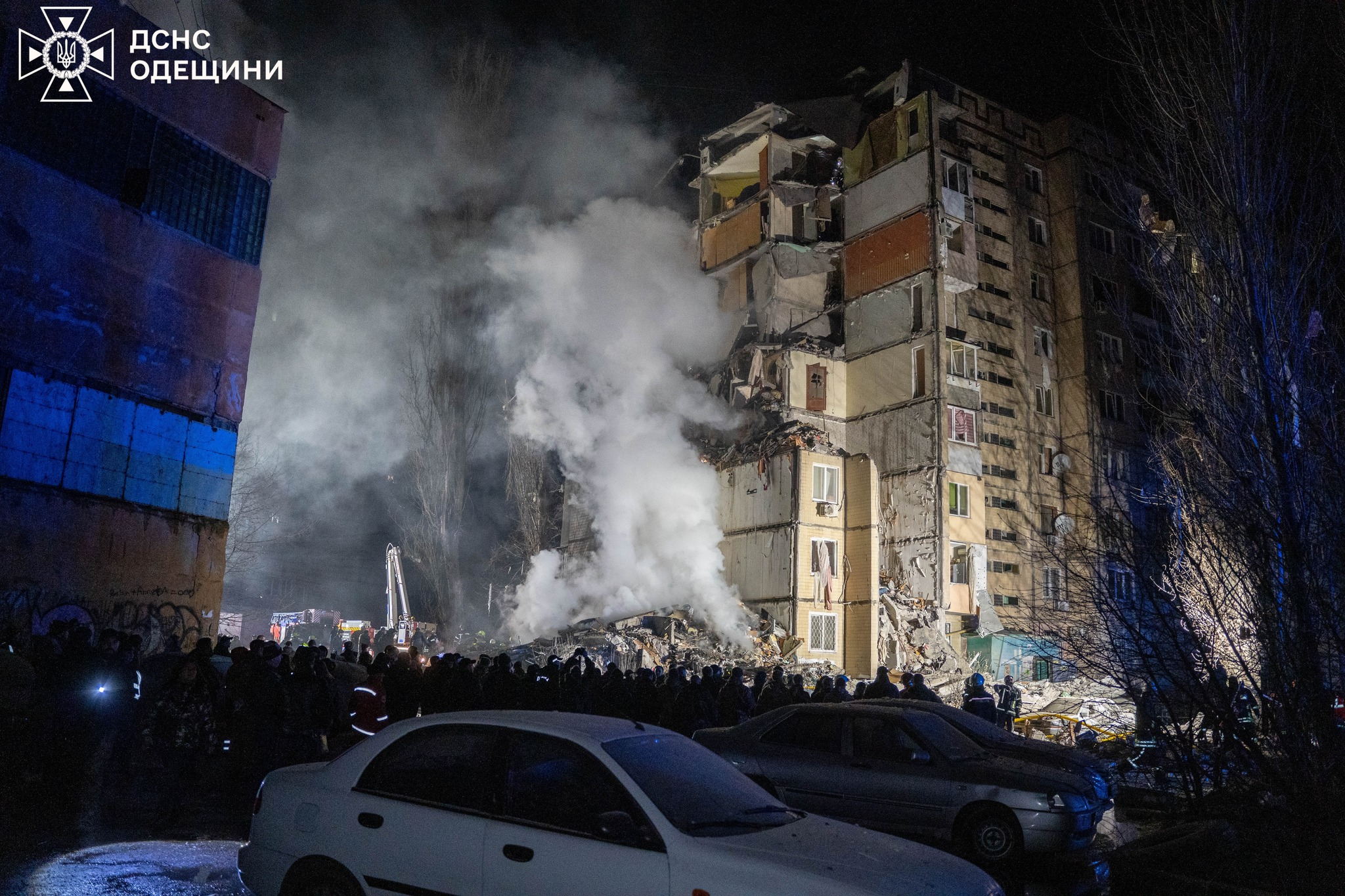
Wohngebäude in Odessa nach dem Angriff

Laut ukrainischen Angaben wurden bei einem russischen Drohnenangriff auf die Großstadt Odessa 12 Zivilisten getötet und 18 Wohnungen zerstört.
Der britische Militärnachrichtendienst berichtete, dass die russischen Streitkräfte aufgrund des Abschusses eines A-50-Aufklärungsflugzeuges entschieden haben, vorerst keine A-50 mehr einzusetzen, bis geklärt sei, wie die ukrainische Flugabwehr überwunden werden kann. Laut dem britischen Nachrichtendienst gibt es mit dem Verzicht auf den Einsatz von A-50-Aufklärungsflugzeugen Defizite in der Aufklärung bzw. bei der Lagebeurteilung.

### 3. März
Der britische Militärnachrichtendienst schätzte, dass im Februar 2024 pro Tag 983 russische Soldaten getötet oder verletzt wurden, und erklärte, dass die russischen Streitkräfte in keinem Monat seit Beginn des Krieges so hohe Verluste zu beklagen hatten (28.507 bei 29 Tagen). Die hohe Durchschnittszahl spiegele wider, dass Russland sich einem Massen- und Abnutzungskrieg verschrieben habe, sagte der Dienst. Das koste zwar viele Menschenleben, habe aber den Druck auf die ukrainischen Stellungen entlang der Front erhöht. Der Nachrichtendienst bezifferte die russischen Personalverluste in der Ukraine seit Februar 2022 auf 355.000 (einschließlich Verwundete).
Nach Angaben der ukrainischen Luftwaffe sind Einsätze der russischen Luftwaffe über der Ostukraine merklich zurückgegangen: „Die von westlichen Partnern zur Verfügung gestellten Abwehrmittel zeigen Wirkung.“

### 4. März
Der ukrainische Militärgeheimdienst HUR gab bekannt, für die am selben Tag erfolgte Sprengung einer Eisenbahnbrücke über den Wolga-Nebenfluss Tschapajewka in der russischen Oblast Samara verantwortlich zu sein. Der HUR erklärte, Russland habe die Bahnstrecke genutzt, „um militärisches Material zu transportieren, insbesondere Sprengstoff, der in der Polymer-Fabrik in der Stadt Tschapajewsk hergestellt wurde“.

### 5. März
Nach ukrainischen Angaben wurde die russische Korvette Sergei Kotow nahe der Krim durch Drohnenboote versenkt. Die ukrainische Luftabwehr zerstörte nach Angaben der ukrainischen Luftwaffe 18 von 22 angreifenden russischen Drohnen in der Oblast Odessa. Die Ukraine kündigte an, ab 2025 den Transit von russischem Gas nach Europa nicht mehr zu gestatten.

### 6. März
Russland zerstörte zum ersten Mal ein ukrainisches HIMARS-System durch eine Iskander-Rakete. Die Vereinigten Staaten haben der Ukraine bislang 39 Systeme zur Verfügung gestellt. Während eines Treffens des ukrainischen Präsidenten Wolodymyr Selenskyj mit dem griechischen Ministerpräsidenten Kyriakos Mitsotakis in Odessa wurde die südukrainische Hafenstadt ukrainischen Angaben zufolge von Russland mit Raketen beschossen, dabei wurden fünf Menschen getötet.

### 7. März
Bei einem russischen Raketenangriff auf die nordukrainische Stadt Sumy wurden nach ukrainischen Angaben mehrere Menschen getötet und verletzt. Im Stahlwerk Severstal in der nordrussischen Stadt Tscherepowez ca. 900 km Luftlinie von der Grenze zur Ukraine entfernt schlug nach Angaben des Gouverneurs der Oblast Wologda eine Drohne nahe einem Hochofen ein. Niemand sei verletzt, der Hochofen nicht beschädigt worden. Hinweise auf eine Herkunft der Drohne aus der Ukraine gab er nicht.
Laut dem tschechischen Präsidenten Petr Pavel hat Tschechien ausreichend Zusagen erhalten, um den Kauf von 800.000 Artilleriegranaten für die Ukraine aus sogenannten Drittstaaten außerhalb der EU finanzieren zu können. An der Initiative wollen sich 18 Staaten beteiligen, darunter Deutschland mit einem dreistelligen Millionenbetrag. Bereits in den nächsten Wochen solle die Munition in der Ukraine eintreffen. Laut Financial Times hatte Tschechien 1,5 Milliarden US-Dollar (1,37 Milliarden Euro) für den Kauf zusammenbringen wollen. Infolge des Ukrainekrieges wurde nach Finnland im Jahre 2023 am 7. März 2024 auch Schweden als 32. Staat Mitglied der NATO.

### 8. März
Der ukrainische Staatspräsident unterschrieb ein Dekret, das an der Front dienenden Wehrpflichtigen, die bereits vor dem Überschreiten der Grenze durch russische Truppen im Februar 2022 zum Militärdienst eingezogen wurden, für eine längere Pause eine Versetzung in die Reserve ermöglicht. Die indischen Behörden berichteten von Gesprächen mit der russischen Regierung über die Rückkehr indischer Staatsbürger, die unter Vorspiegelung falscher Tatsachen zur Arbeit für die russische Armee gebracht worden seien. Man habe Maßnahmen gegen ein Agentennetzwerk eingeleitet, von dem Männer unter dem Vorwand nach Russland gelockt worden sein sollen, sie bekämen dort Arbeit. Die Männer seien für den Kampf trainiert und gegen ihren Willen an Stützpunkten an der Front eingesetzt, einige von ihnen schwer verletzt worden.
Russland und die Ukraine meldeten jeweils die Abwehr dutzender Drohnen bei gegenseitigen Angriffen. In der Ukraine wurden mehrere Zivilisten durch russische Drohnen- und Raketenangriffe getötet.

### 9. März
Die ukrainischen Streitkräfte konnten nach eigenen Angaben ihren Brückenkopf am südlichen Ufer des Dnipro bei Cherson ausweiten. Ukrainische Truppen hatten schon vor Monaten Brückenköpfe am südlichen Dnipro-Ufer errichtet; diese sollten zu einem späteren Zeitpunkt möglichst als Startpunkte für eine Offensive in Richtung Krim genutzt werden. Russische Versuche, diese Brückenköpfe einzudrücken, scheiterten bisher. Bei russischem Artilleriebeschuss wurden nach ukrainischen Angaben zwei Menschen getötet, ein 16-Jähriger in Tscherwonohryhoriwka am Dnipro-Ufer gegenüber dem von der russischen Armee besetzten Kernkraftwerk Saporischschja und ein weiterer Mensch in Tschassiw Jar in der Oblast Donezk.
In der Nacht wurde der russische Militärflugplatz in Taganrog, an dem das Stammwerk des Flugzeugherstellers Berijew angeschlossen ist, von einer Salve mehrerer ukrainischer Drohnen angegriffen. In dem Werk soll nach ukrainischen Angaben mindestens ein Frühwarnflugzeug des Typs Berijew A-50, das sich dort zur Wartung befand, zu Schaden gekommen sein; Dies wäre schon das dritte Flugzeug dieses Typs innerhalb weniger Wochen, das beschädigt oder zerstört wurde.

### 10. März
In der russischen Oblast Kursk stürzte nach Angaben des Gouverneurs eine ukrainische Drohne ab und setzte ein Öllager in Brand. In den Oblasten Leningrad und Nowgorod wurden nach Angaben des russischen Verteidigungsministeriums drei ukrainische Drohnen zerstört.
Der Befehlshaber der russischen Kriegsmarine Nikolai Jewmenow wurde nach einem offiziell unbestätigten Bericht der Iswestija in den Ruhestand versetzt und durch Alexander Moissejew ersetzt, den bisherigen Befehlshaber der Nordmeerflotte. Ein Grund für die Ablösung wurde von der Zeitung nicht genannt. Zuletzt hatte die russische Schwarzmeerflotte aber erhebliche Verluste an Kampfschiffen durch Angriffe ukrainischer Raketen und Seedrohnen erlitten; wegen dieser Bedrohung hatten sich die russischen Marineeinheiten weitgehend von der Krim zurückgezogen.
Ein Gericht in Moskau verurteilte einen Studenten laut einem Bericht von RIA Novosti zu zehn Tagen Haft, weil er sein WLAN in „Slawa Ukraini“ umbenannt hatte, ein Kampfruf der ukrainischen Streitkräfte („Ruhm der Ukraine“).

### 12. März
Die Ukraine meldete einen russischen Angriff auf die Großstadt Krywyj Rih: Dieser habe drei Menschen getötet und mindestens 36 Menschen verletzt.
In der Nacht zum 12. März drangen die Legion Freiheit Russlands, das Russische Freiwilligenkorps und das Sibirische Bataillon von der Ukraine aus in die russischen Grenzregionen Belgorod und Kursk vor und griffen russische Soldaten an. Das russische Verteidigungsministerium gab an, dass 234 ukrainische Kämpfer beim Versuch des Eindringens in russische Grenzregionen getötet und sieben Panzer und fünf gepanzerte Fahrzeuge zerstört worden seien. In Russland wurden eine Raffinerie in Kstowo und ein Tanklager in Orjol Ziel eines Drohnenangriffs. Außerdem geriet in der russischen Oblast Rjasan südlich von Moskau nach Angaben des dortigen Gouverneurs nach einem ukrainischen Drohnenangriff eine Ölraffinerie in Brand, mehrere Menschen seien verletzt worden. Das russische Verteidigungsministerium meldete 25 feindliche Drohnen und sieben Raketen, die in den russischen Luftraum eingedrungen seien.
Die US-amerikanische Regierung gab bekannt, Militärtechnik im Wert von 300 Millionen US-Dollar an die Ukraine zu liefern.

### 13. März
Die EU-Mitgliedstaaten einigten sich auf eine Fortsetzung der gemeinsamen Finanzierung von militärischer Ausrüstung im Wert von mindestens fünf Milliarden Euro für die Ukraine.
Nach ukrainischen Angaben wurden in der Stadt Sumy durch russischen Raketenbeschuss eines Wohnhauses eine Person getötet und acht verletzt. 15 Wohnungen wurden dabei völlig zerstört und 15 weitere beschädigt. In der Kleinstadt Myrnohrad wurden nach Angaben des Gouverneurs der Oblast Donezk zwei Menschen durch nächtlichen Beschuss getötet und weitere fünf verletzt. Am 13. März griff eine ukrainische Drohne die Raffinerie in Nowoschachtinsk an. Bei der bereits getroffenen Raffinerie in Rjasan betrug der Produktionsausfall 70 Prozent. Von September bis November 2023 hatte in Russland ein Verbot von Kraftstoffexporten gegolten, ab März 2024 wurde dieses Exportverbot für den Zeitraum bis August wiedereingeführt.

### 15. März

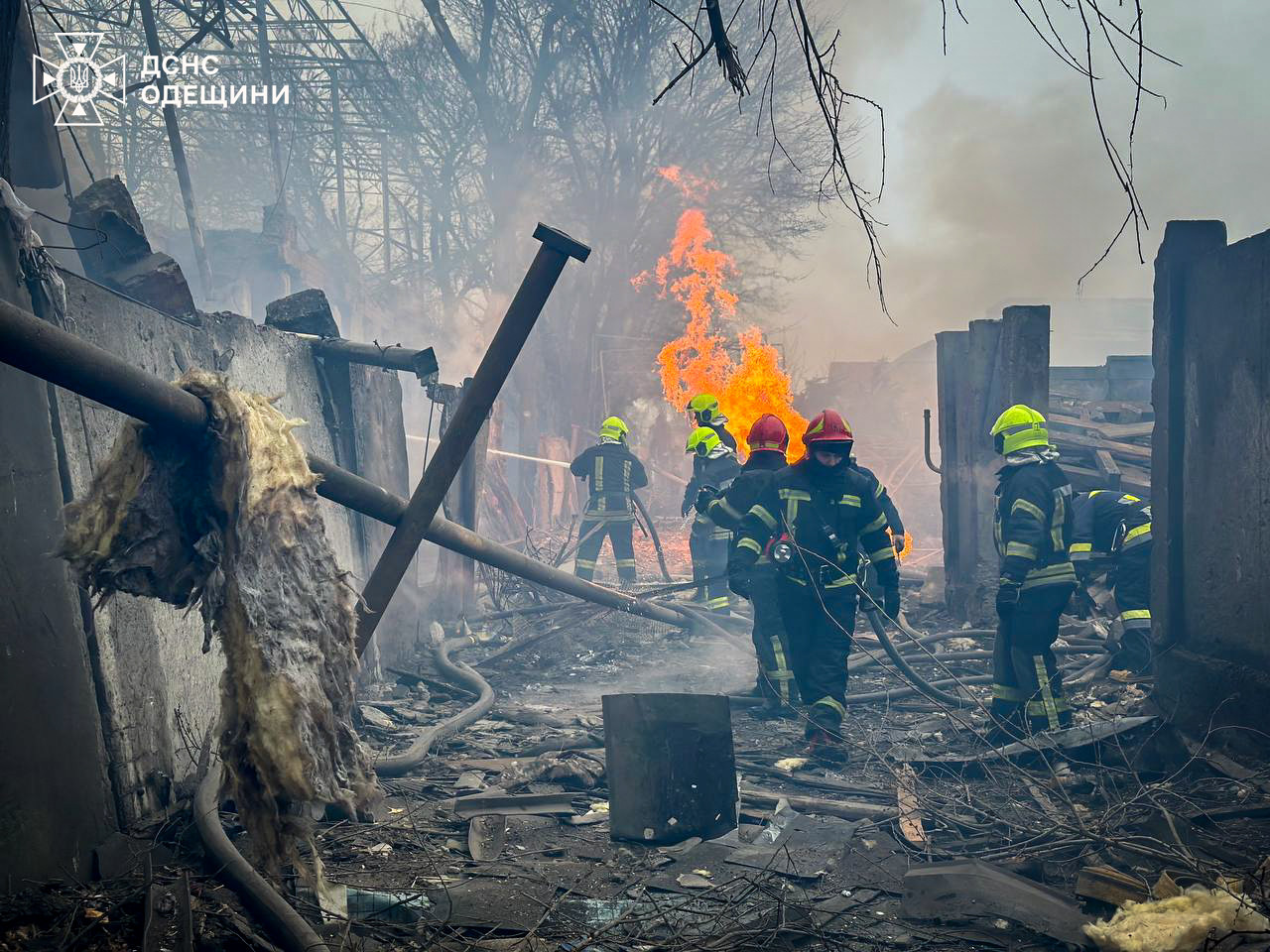
Odessa am 15. März 2024

Die Kommission des UN-Menschenrechtsrates zu Kriegsverbrechen in der Ukraine berichtete, sie habe weitere Belege dafür gesammelt, dass Russland ukrainische Kriegsgefangene systematisch und in großem Ausmaß foltere. In einem Bericht dokumentierte die Kommission Vergewaltigungsdrohungen und Elektroschocks an Genitalien; einige ukrainische Gefangene seien in russischem Gewahrsam so hungrig, dass sie Seife, Würmer und Hundefutterreste äßen.
Laut dem Gouverneur der Oblast Belgorod evakuierten Behörden in der Nacht zuvor 400 Bewohner von drei grenznahen Dörfern „aufgrund der komplizierten operativen Situation“. Am Vortag hatten russische Truppen nach Angaben des Verteidigungsministeriums einen Versuch der ukrainischen Armee abgewehrt, in der Region die Grenze zu durchbrechen.
In Russland berichtete der FSB, er habe einen Mann in Moskau festgenommen, der für die Ukraine Drohnen gebaut und gestartet habe. Der russische Staatsbürger stehe unter dem Verdacht auf Landesverrat; er habe auch in direkter Nähe von Einrichtungen des russischen Verteidigungsministeriums Drohnen gestartet. In einem von Interfax verbreiteten FSB-Video hieß es, der Mann habe für die Legion Freiheit Russlands gearbeitet.
Bei russischen Raketenangriffen auf Odessa wurden laut dem Gouverneur der gleichnamigen Oblast mindestens 20 Menschen getötet und 55 weitere verletzt, darunter auch ein Sanitäter und ein Zivilschutzmitarbeiter. Die Rettungskräfte seien nach den ersten Einschlägen zum Ort der Explosion geeilt und dann bei einem zweiten Raketenschlag getötet worden, den der ukrainische Präsident Selenskyj als abscheulichen Doppelschlag verurteilte. Es gebe zudem noch Schwerverletzte unter den Einsatzkräften. Zwei weitere Menschen starben nach ukrainischen Angaben im zentralukrainischen Winnyzja, als ein Wohngebäude getroffen wurde.

### 16. März
Nach einem ukrainischen Drohnenangriff auf zwei Ölraffinerien in der Oblast Samara stand eine Anlage nach Angaben des Gouverneurs Dmitri Asarow in Flammen. In sozialen Medien kursierten Aufnahmen, die den Brand in der Raffinerie Sysran des Rosneft-Konzerns zeigen sollten. Nach Medienangaben wurden somit innerhalb von einer Woche sieben russische Erdölraffinerien in Brand geschossen.

### 17. März
Eine Ölraffinerie in Slawjansk in der Region Krasnodar wurde von einer ukrainischen Drohne getroffen, wie die Regionalbehörden mitteilten. Nach ersten Erkenntnissen sei ein Mensch gestorben, die Todesursache sei wahrscheinlich ein Herzinfarkt.

### 19. März
Nach dem Diskussionsbeitrag von Frankreichs Staatspräsident Emmanuel Macron zum Einsatz von Bodentruppen erhielt dieser Zuspruch von Polens Außenminister Sikorski und Estlands Premierministerin Kallas. Frankreichs Generalstabschef Pierre Schill drohte mit der Entsendung von 60.000 NATO-Soldaten – zusätzlich zu der nuklearen Abschreckung. Sergei Naryschkin, Chef des russischen Auslandsgeheimdienstes SWR, erklärte, Informationen würden nahelegen, dass die französische Regierung einen Marschbefehl für 2000 Soldaten vorbereite. Naryschkin warnte die Franzosen: Das NATO-Land wäre in diesem Fall „ein legitimes, vorrangiges Ziel für Angriffe der russischen Streitkräfte“. In der Ostsee beschoss und versenkte die russische Marine bei einem Manöver versehentlich den russischen Fischtrawler Kapitän Lobanow.
Im Rahmen des Treffens der Ukraine Defense Contact Group in Ramstein am 19. März 2024 wurden der Ukraine neben Artilleriemunition im Kaliber 155 mm, gepanzerten Gefechtsfahrzeugen (MRAP), Schutz- und Spezialausstattung wie EloKa-Systemen und Amphibienfahrzeugen, Militärtransportern, Ersatzteilen und Sanitätspaketen auch mobile 3D-Großdrucker für die Ersatzteilversorgung zugesagt.

### 20. März
Bei einem russischen Luftangriff wurden in der Nähe von Cherson nach Angaben des Regionalgouverneurs zwei Zivilisten getötet; die russische Armee habe mehrere Autos von Zivilisten angegriffen. In Charkiw wurden nach Behördenangaben bei dem Beschuss eines achtstöckigen Gebäudes fünf Menschen getötet und weitere verletzt.

### 21. März

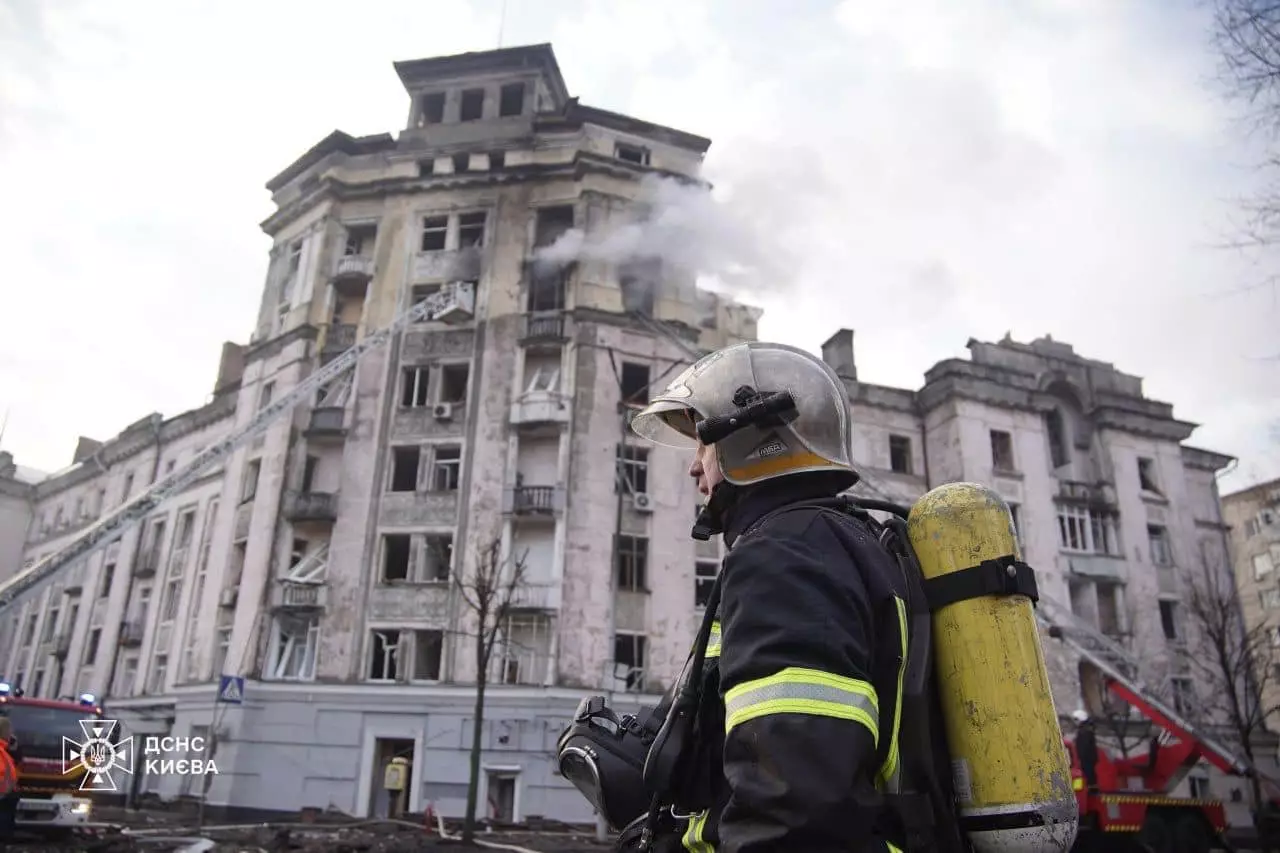
Kiew am 21. März 2024

Kiew wurde in der Nacht nach mehreren Wochen Unterbrechung wieder in mehreren Wellen mit Raketen angegriffen; nach Angaben der ukrainischen Armee erfolgten die Angriffe durch die strategische Luftwaffe des russischen Militärs vom Kaspischen Meer aus, auch schwer abzufangende Hyperschallraketen des Typs Kinschal (Dolch) seien eingesetzt worden. Das ukrainische Militär gab die Zahl der Verletzten mit 13 an. Bei einem russischen Raketenangriff auf Mykolajiw wurden nach Angaben der örtlichen Behörden mindestens eine Person getötet und vier weitere Menschen verletzt.
Der ukrainische Präsident Selenskyj forderte die EU-Staats- und Regierungschefs auf, seinem Land mehr Luftverteidigungssysteme zur Verfügung zu stellen.

### 22. März
Der ukrainische Energieminister Herman Haluschtschenko meldete russische Angriffe auf Stromerzeugungs- und Umspannanlagen (darunter die Talsperre DniproHES, die größte der Ukraine, und die Hochspannungsleitung Dniprowskaja zum Atomkraftwerk Saporischschja) und Stromausfälle in mehreren Regionen des Landes. Ein Bruch der Staumauer der Talsperre drohte angeblich nicht; dieser würde für die Südukraine eine ähnliche verheerende Überflutung bedeuten wie die Sprengung des Kachowka-Staudamms 2023. Laut dem Energieversorger Ukrenerho ließen die russischen Angriffe mehr als eine Million Menschen in der Ukraine ohne Strom. Von mehr als 150 Drohnen und Raketen konnte die ukrainische Flugabwehr nach eigenen Angaben nur etwa 60 Prozent abfangen. Nach Behördenangaben wurden mindestens fünf Menschen durch die Luftangriffe getötet und ca. zwei Dutzend verletzt. Laut Angaben der Staatsanwaltschaft sind mehr als 130 Objekte im Land beschädigt worden.
Der russische Regierungssprecher Dmitri Peskow erklärte in einem Interview mit der russischen Wochenzeitung Argumenty i Fakty, dass der russische Militäreinsatz in der Ukraine „als militärische Spezialoperation begonnen“ habe, aber es für „Russland zum Krieg“ wurde. Er sei davon überzeugt „und jeder muss das verstehen, um sich persönlich zu mobilisieren“. Peskow erklärte, dass die Kampfhandlungen rechtlich betrachtet weiterhin eine „Spezialoperation“ seien, faktisch jedoch ein Krieg. Dies war das erste Mal, dass die russische Regierung den Krieg als solchen anerkannte. Nach Angaben des Befehlshabers des ukrainischen Heeres, Oleksandr Pawljuk, bereitet Russland eine Mobilisierung von 100.000 Personen vor.
Laut der Financial Times forderte die US-Regierung die ukrainische Regierung auf, Angriffe auf Ölraffinerien, Terminals, Depots und Lagereinrichtungen in Russland einzustellen, um Ölpreise nicht in die Höhe zu treiben und Vergeltungsschläge zu vermeiden. Durch ukrainische Angriffe auf russische Ölinfrastruktur stiegen nach Angaben der Nachrichtenagentur Reuters die Ölpreise seit Mitte März um fast vier Prozent. Die ukrainische Vizepremierministerin Olha Stefanischyna erklärte: „Wir verstehen die Äußerungen der US-Partner, aber wir kämpfen gleichzeitig mit den Fähigkeiten, Ressourcen und Praktiken, die wir haben.“

### 23. März
In einer Ölraffinerie in der russischen Oblast Samara brach nach dem Absturz einer Drohne ein Feuer aus, es gebe keine Verletzten und die Feuerwehr sei vor Ort im Einsatz, meldete die Nachrichtenagentur RIA.

### 24. März
Die russische Armee überzog die ukrainische Hauptstadt Kiew und die Oblast Lwiw mit Luftangriffen. Die polnischen Streitkräfte teilten mit, dass ein russischer Marschflugkörper, der ein Ziel in der Westukraine gehabt habe, kurzzeitig (39 Sekunden) in den polnischen Luftraum eingedrungen sei; wenn dies länger gedauert hätte, wäre er abgeschossen worden. Das polnische Außenministerium kündigte an, den russischen Botschafter wegen der Verletzung des polnischen Luftraums einzubestellen.
Bei einem nächtlichen Luftangriff auf Sewastopol wurden ukrainischen Angaben zufolge die russischen Projekt-775-Landungsschiffe Jamal und Asow von Marschflugkörpern getroffen. Auch ein Kommunikationsknotenpunkt und andere Einrichtungen der Schwarzmeerflotte sollen getroffen worden sein. Nach unbestätigten Berichten wurde auch ein Treibstofflager bei dem Dorf Gwardejskoje nahe Simferopol angegriffen.

### 25. März

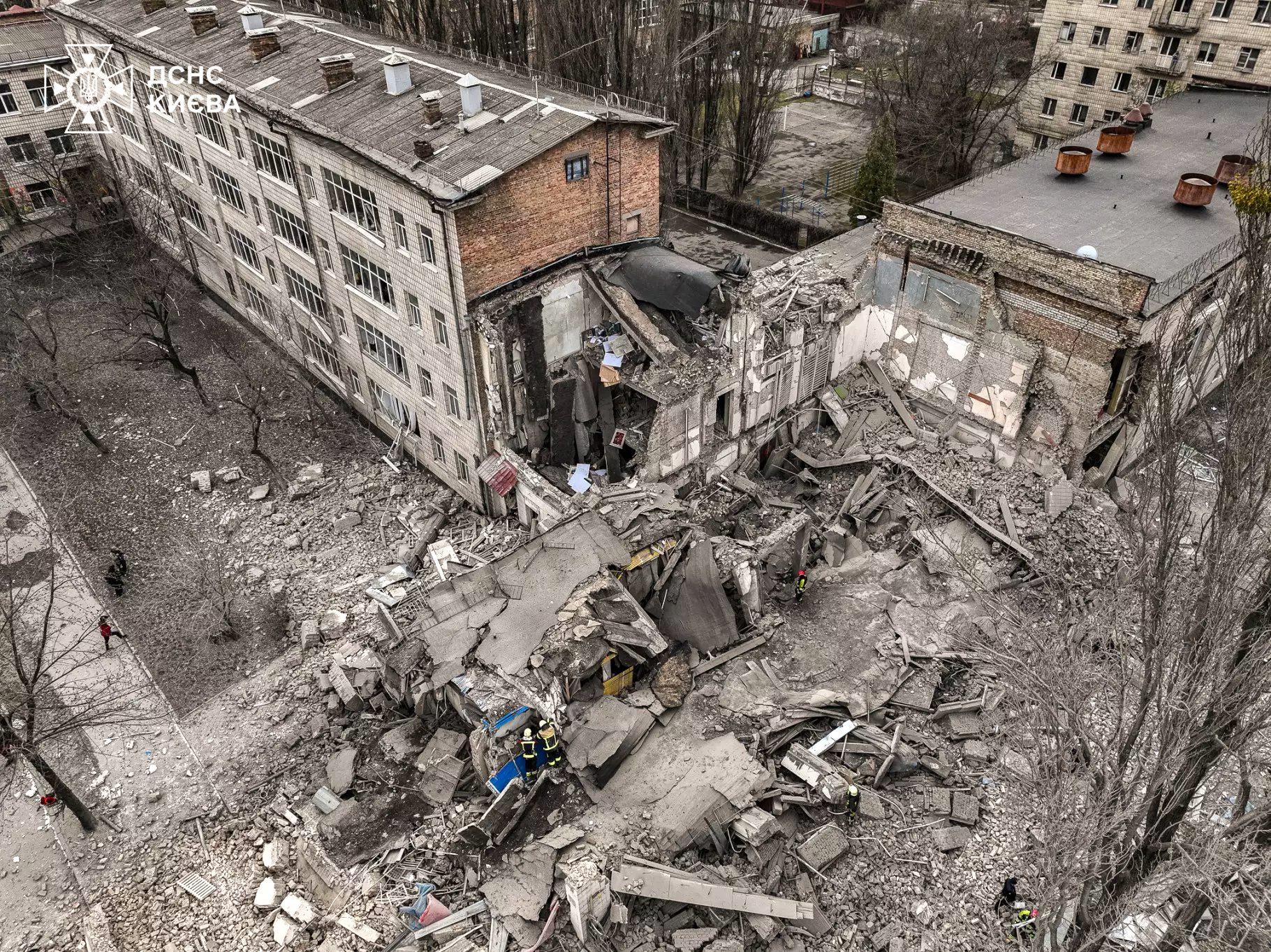
Kiew am 25. März 2024

Die ukrainische Luftwaffe schoss eigenen Angaben zufolge zwei russische Hyperschallraketen über Kiew ab. In Odessa wurde nach einem russischen Drohnenangriff die Stromversorgung gedrosselt, nachdem laut ukrainischen Behördenangaben eine abgeschossene Drohne ein Feuer in einer Einrichtung des Stromversorgers ausgelöst hatte. Das russische Verteidigungsministerium meldete den Abschuss ukrainischer Drohnen über der Oblast Rostow.
Der russische Botschafter in Polen erschien nach Berichten eines Ministeriumssprechers nicht im Außenministerium in Warschau, obwohl er dorthin einbestellt worden war, um die Verletzung des polnischen Luftraums durch einen russischen Marschflugkörper zu erklären.

### 26. März
Die ukrainische Marine machte nach eigenen Angaben das Landungsschiff Kostjantyn Olschanskyj durch den Beschuss mit einem Neptun-Marschflugkörper kampfunfähig. Später gab die Ukraine bekannt, bei dem Angriff auch die Projekt-775-Landungsschiffe Jamal und Asow sowie das Aufklärungsschiff Iwan Churs beschädigt zu haben.

### 27. März
In einem offenen Brief an die Staatengemeinschaft appellierten 41 Nobelpreisträger, die Ukraine-Hilfen massiv auszuweiten, die russische Opposition – deren Rolle bei einem möglichen „Regimewechsel“ entscheidend sei – zu stärken und die russische Präsidentschaftswahl nicht anzuerkennen. Die Gruppe T-invariant, eine Gruppe russischer Wissenschaftler im Exil, welche den Aufruf veröffentlicht hatte, wurde im Vorfeld vom russischen Justizministerium auf die Liste „ausländischer Agenten“ gesetzt.
Dem ukrainischen Militär zufolge gab es am Vortag entlang der fast 1000 Kilometer langen Frontlinie insgesamt 51 Feuergefechte. Besonders beim Ort Nowomychajliwka in der Oblast Donezk habe es am Vortag viele russische Vorstoßversuche gegeben. Sowohl in der ukrainischen Oblast Charkiw als auch in der russischen Oblast Belgorod gab es Luftalarm. Der russische Gouverneur meldete, 18 ukrainische Fluggeräte seien abgefangen worden.

### 28. März
Bei russischen Angriffen auf den Süden und Osten der Ukraine wurden nach Behördenangaben mindestens vier Menschen getötet und 30 weitere verletzt. Der ukrainische Präsident Selenskyj forderte zur Verteidigung gegen diese Angriffe zusätzliche Flugabwehrraketen und Kampfflugzeuge von den westlichen Verbündeten.
Vor Sewastopol auf der Krim stürzte nach Angaben des russischen Gouverneurs Michail Raswoschajew und russischer Telegram-Kanäle ein russisches Militärflugzeug ins Meer; es soll sich um ein Kampfflugzeug vom Typ Su-35 gehandelt haben. Ukrainische Medien spekulierten, das Flugzeug könne irrtümlich von der russischen Flugabwehr abgeschossen worden sein.

### 30. März
Der ukrainische Stromversorger DTEK meldete, dass durch die russischen Luftangriffe am 22. und 29. März die Wärme- und Wasserkraftwerke „in fast allen Regionen“ des Landes getroffen und die Verteilungsanlagen zerstört worden seien, fünf von sechs der Kraftwerke von DTEK seien schwer beschädigt und 80 Prozent der verfügbaren Stromerzeugungskapazitäten funktionierten nicht mehr. Die Reparaturen würden Monate in Anspruch nehmen, in einigen Fällen sogar anderthalb Jahre. Das Unternehmen meldete Materialschäden in Höhe von 300 Millionen US-Dollar.
Sowohl in der Nacht als auch im Verlauf des Tages wurde die Ukraine Ziel von russischen Luftangriffen. Nach ukrainischen Behördenangaben wurden dabei mindestens vier Menschen getötet und rund 30 weitere verletzt. Bei den Luftangriffen wurde die Stromversorgung in mehreren Oblasten (darunter Dnipropetrowsk, Sumy, Poltawa und Charkiw) stark gedrosselt.
Sowohl der britische Militärnachrichtendienst als auch ukrainische Geheimdienstquellen meldeten, dass die russischen Streitkräfte pro Monat etwa 30.000 Menschen für den Kriegseinsatz in der Ukraine rekrutierten, ohne jedoch eine weitere Mobilmachung durchzuführen.

### 31. März
Bei russischen Luftangriffen auf die ukrainische Infrastruktur wurden zwei Menschen getötet.

## April 2024

### 1. April
In Starobilsk im russisch besetzten Teil der Oblast Luhansk wurde ein Vertreter der Besatzungsbehörden, der stellvertretende Leiter eines staatlichen Bildungsamts, nach offiziellen Angaben bei der Explosion einer Autobombe getötet. In der gesamten Ukraine wurden nach Angaben örtlicher Behörden erneut mehrere Menschen durch russischen Beschuss getötet, sowohl bei Charkiw als auch bei Donezk, zudem auch fernab der Front in der Oblast Lwiw.
Ein russischer Angriff mit 48 Panzern und gepanzerten Fahrzeugen nahe der Stadt Awdijiwka brach nach ukrainischen Angriffen mit Drohnen und Artilleriefeuer zusammen, ein Drittel der Fahrzeuge ging verloren. Nach ukrainischen Angaben war es seit langem das erste Mal, dass die russische Armee wieder größere motorisierte Kampfverbände einsetzte.

### 2. April

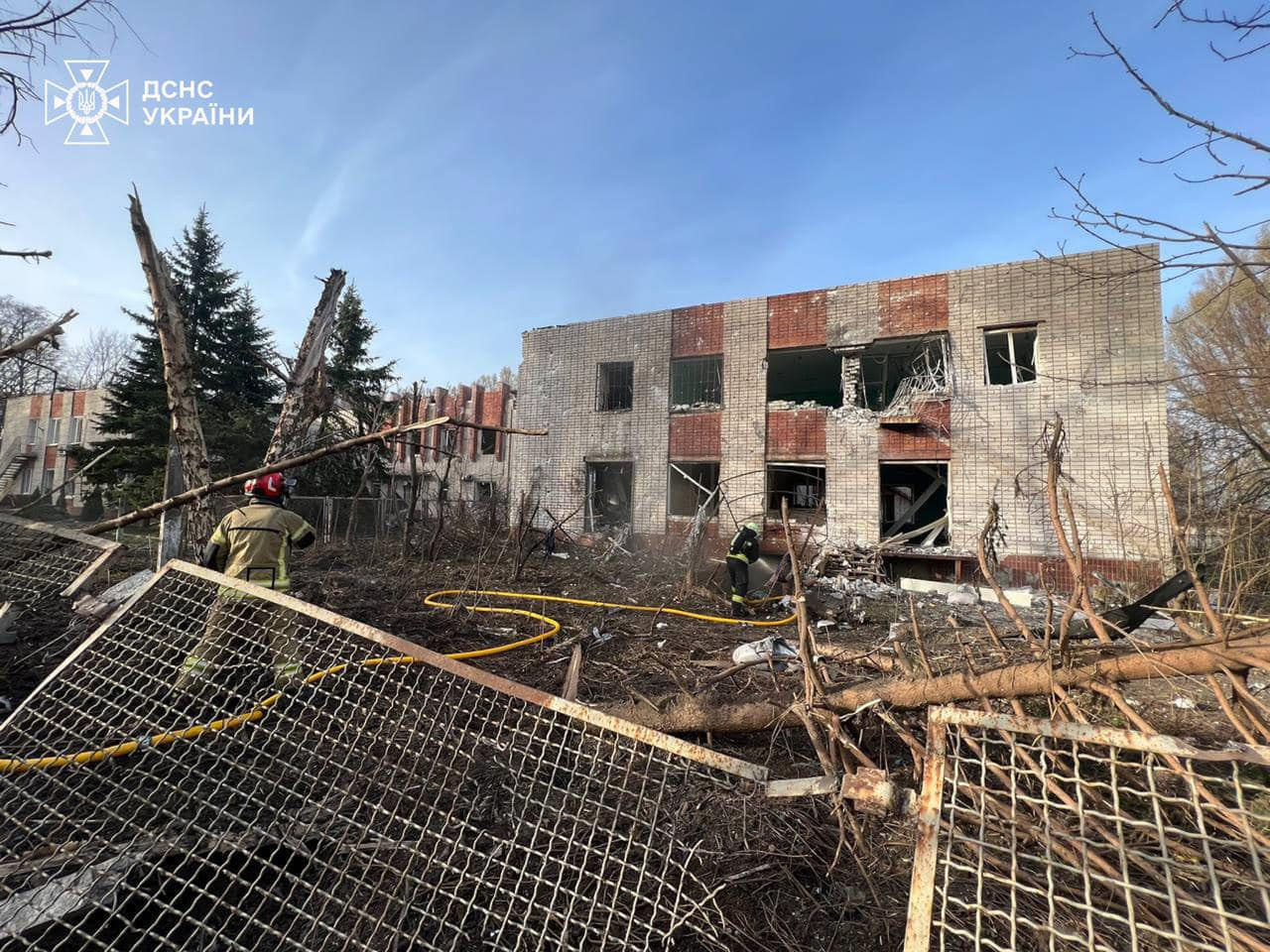
Zerstörter Kindergarten in Dnipro nach einem Beschuss am 2. April 2024

Der ukrainische Staatspräsident unterzeichnete ein Gesetz, mit dem Wehrpflichtige zum Kampfeinsatz verpflichtet werden können, sobald sie 25 Jahre alt sind. Zuvor galt dafür ein Mindestalter von 27 Jahren. Mit dem Inkrafttreten des Gesetzes wurde der Wehrdienst in der Ukraine auf 36 Monate beschränkt; zuvor gab es dafür kein Zeitlimit. Mit dem Gesetz erfolgt die Einberufung online. Denjenigen, die sich auf die Einberufung nicht melden, kann der Staat mit dem Inkrafttreten des Gesetzes den Führerschein und das Bankkonto sperren. Mit dem neuen Gesetz könnten theoretisch ungefähr 400.000 weitere Männer für den Kriegsdienst eingezogen werden. Parallel dazu wurde der Beschluss verschärfter Mobilmachungsregeln erwartet.
Der russische Präsident Wladimir Putin ernannte Admiral Alexander Moissejew zum neuen Chef der Marine, den Vizeadmiral Sergej Pintschuk ernannte er zum neuen Kommandeur der russischen Schwarzmeerflotte. Moissejew war laut Berichten staatlicher russischer Nachrichtenagenturen schon von Mitte März an als kommissarischer Oberbefehlshaber der russischen Marine im Einsatz.
Bei einem Drohnenangriff in der etwa 1.200 Kilometer von der ukrainischen Grenze entfernten autonomen Republik Tatarstan wurden nach örtlichen Angaben mindestens sieben Menschen verletzt, als zwei Drohnen dicht bei einem Studentenheim explodierten. Ziele seien Industrieanlagen in den Städten Jelabuga und Nischnekamsk gewesen, teilte Republikschef Rustam Minnichanow mit. Nach früheren ukrainischen Angaben werden in Jelabuga Kampfdrohnen des iranischen Typs „Shahed“ nachgebaut, die Studenten einer technischen Hochschule arbeiteten in dieser Fabrik. In der zweiten angegriffenen Stadt Nischnekamsk gibt es große Ölverarbeitungsanlagen des Ölkonzerns Tatneft.
Die ukrainischen Streitkräfte haben nach eigenen Angaben über dem Schwarzen Meer eine der teuersten russischen Drohnen vom Typ Forpost, eine lizenzierte Kopie des israelischen IAI Searcher, abgeschossen. Nach ukrainischen Angaben kostet eine derartige Drohne rund 7 Millionen US-Dollar (rund 6,5 Millionen Euro).

### 3. April
Laut dem russischen Verteidigungsministerium haben sich seit Beginn des Jahres 2024 mehr als 100.000 Menschen den russischen Streitkräften zum Wehrdienst angeschlossen.
Bei einem russischen Raketenangriff in der Stadt Dnipro sind nach ukrainischen Behördenangaben 18 Menschen verletzt worden. Laut dem ukrainischen Staatspräsidenten Wolodymyr Selenskyj griffen die russischen Streitkräfte im März bei allen Luftangriffen zusammengenommen auf mehr als 3000 Gleitbomben, 600 Drohnen und 400 Raketen zurück.

### 4. April

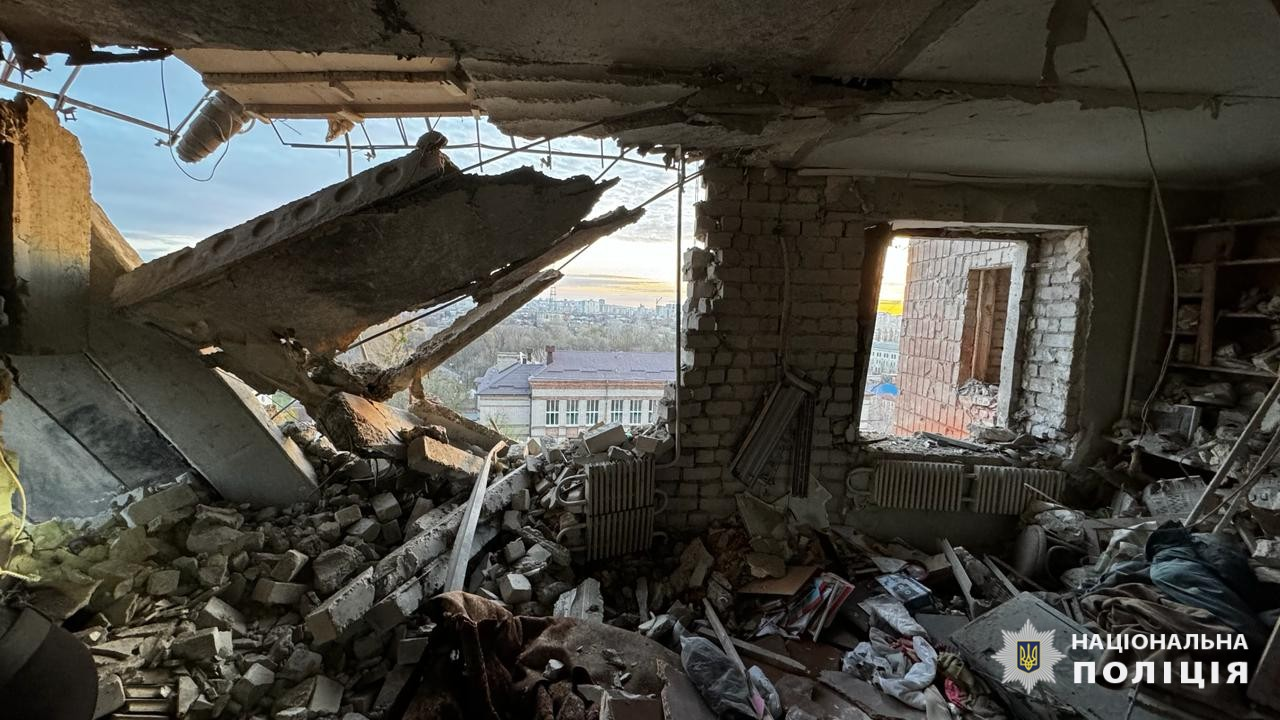
Eine Wohnung in Charkiw nach dem Beschuss am 4. April 2024

Bei 350.000 Bewohnern der Stadt Charkiw kam es zu einem Stromausfall; nach Angaben des ukrainischen Energieministeriums wurde er durch russischen Beschuss verursacht. Bei einem russischen Drohnenangriff auf ein Hochhaus der Stadt wurden nach ukrainischen Angaben mindestens vier Menschen getötet.

### 5. April
Nach übereinstimmenden Berichten beider Kriegsparteien gab es Kämpfe um einen östlichen Vorort von Tschassiw Jar (siehe Kämpfe um Tschassiw Jar).
Nach übereinstimmenden Berichten beider Kriegsparteien attackierte die Ukraine einen russischen Luftwaffenstützpunkt bei Morosowsk in der Oblast Rostow. Laut ukrainischen Sicherheitskreisen wurden bei dem Einsatz des Sicherheitsdienstes der Ukraine – eigentlich ein Inlandsgeheimdienst – mindestens sechs Militärflugzeuge zerstört und acht weitere beschädigt. Das russische Verteidigungsministerium teilte mit, dass in der Oblast 44 von 53 ukrainischen Flugkörpern abgeschossen worden seien. Laut Gouverneur Wassili Golubew wurde bei dem Angriff auch ein Umspannwerk beschädigt, weshalb einige Bewohner ohne Strom seien.
Durch russische Raketentreffer auf die Großstadt Saporischschja wurden mindestens vier Menschen getötet, 13 Personen mussten in Krankenhäuser gebracht werden.

### 6. April
Bei einem nächtlichen russischen Drohnenangriff auf Charkiw wurden nach Angaben des Bürgermeisters sechs Menschen getötet. Insgesamt schoss Russland nach Angaben aus Kiew bei den Angriffen auf Charkiw in der Nacht 32 Kampfdrohnen und 6 Raketen verschiedenen Typs auf die Ukraine ab. Die ukrainische Luftwaffe teilte mit, dass 28 Drohnen und die Hälfte der Raketen abgefangen worden seien.
Bei einem russischen Angriff auf die Stadt Saporischschja wurden nach ukrainischen Angaben mindestens vier Menschen getötet, weitere 20 Personen verletzt.
Der ukrainische Atomenergieversorger Energoatom bezichtigte Russland, beim Gelände des AKW Saporischschja Kampfhandlungen vorzunehmen.

### 7. April

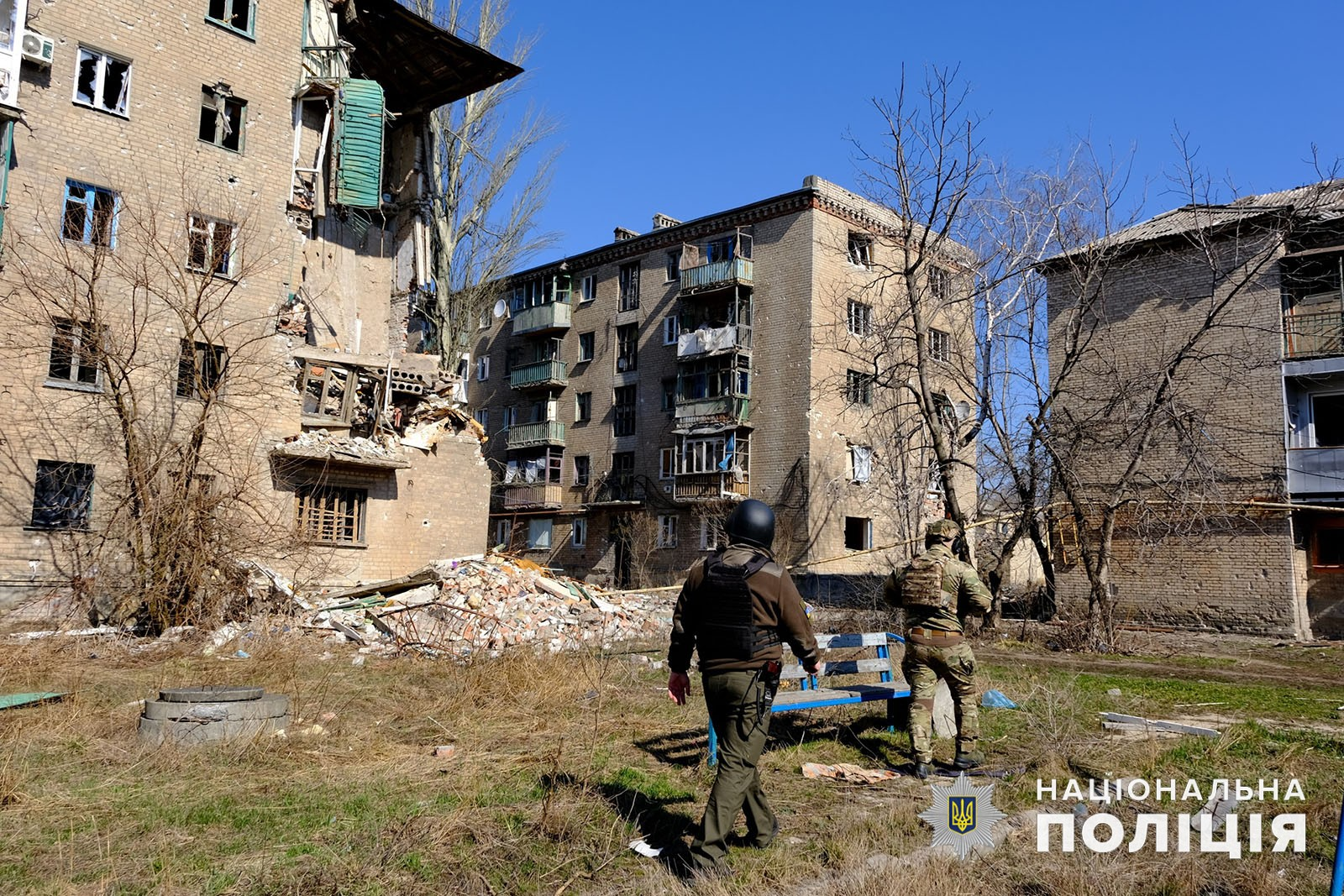
Tschassiw Jar im März 2024

Bei russischen Angriffen auf das Dorf Huljajpole sowohl in der Oblast Saporischschja als auch im Rajon Pokrowsk in der Oblast Donezk wurden nach ukrainischen Angaben mindestens acht Zivilisten getötet. Aus Charkiw wurde den zweiten Tag in Folge ebenfalls ein russischer Angriff mit fünf Verletzten gemeldet, der auch 13 Mehrfamilienhäuser und andere Gebäude beschädigt habe. Angesichts ständiger russischer Luftangriffe auf Charkiw forderte Präsident Wolodymyr Selenskyj dringend zusätzliche Flugabwehrsysteme von den ausländischen Partnern der Ukraine. Der ukrainische Militärnachrichtendienst erwartet nach Angaben seines Leiters Kyrylo Budanow eine „Intensivierung der russischen Offensivaktionen“ im „späten Frühjahr, Anfang Sommer […] Ende Mai, Anfang Juni“. Bis dahin würden die russischen Streitkräfte laut Budanow versuchen, Tschassiw Jar zu erobern und in Richtung der Stadt Pokrowsk vorzurücken.
Das ukrainische Militär verhinderte eigenen Angaben zufolge einen nächtlichen russischen Luftangriff mit 17 Drohnen.
Die russische Leitung des AKW Saporischschja berichtete, dass zwei Drohnen die Sicherheit des Atomkraftwerks gefährdet hätten: Eine sei bei der Kantine eingeschlagen, eine weitere über dem Reaktorblock 6 abgeschossen worden. Auf dem Gelände stationierte IAEO-Mitarbeiter bestätigten eine Detonation.

### 8. April
Der ukrainische Energieminister German Galuschtschenko sagte, dass in den vorherigen Wochen bis zu 80 Prozent der Wärmekraftwerke, mehr als die Hälfte der Wasserkraftwerke und eine große Anzahl von Relaisstationen in der Ukraine angegriffen worden seien. Nach Angaben der ukrainischen Luftwaffe zielte Russland bei einem Angriff im Süden und Osten der Ukraine mit 24 Drohnen auf Infrastruktur. Von diesen habe die ukrainische Luftwaffe 17 abschießen können. Bei russischen Angriffen auf die Oblast Saporischschja wurden nach Angaben der örtlichen Behörden mehrere Menschen getötet. Der Regionalgouverneur Iwan Fedorow teilte mit, die russischen Streitkräfte hätten innerhalb eines Tages acht bewohnte Gebiete in der Region 357 Mal angegriffen.
Der ukrainische Geheimdienst veröffentlichte ein Video, das eine Explosion auf der russischen Korvette Serpuchow der Bujan-Klasse am Marinestützpunkt Baltisk in der russischen Exklave Kaliningrad zeigen soll. Das bei der Explosion verursachte Feuer habe das Schiff vor allem im Inneren schwer beschädigt.
Der britische Außenminister und ehemalige Premierminister David Cameron kündigte an, bei einem Treffen mit republikanischen Mitgliedern des Kongresses der Vereinigten Staaten für die Freigabe eines 60 Milliarden Dollar teuren US-Hilfspakets für die Ukraine zu werben und zu warnen, dass die USA die Sicherheit des Westens gefährdeten, falls die Republikaner die vom Senat bereits genehmigten Finanzhilfen weiter blockierten.

### 9. April

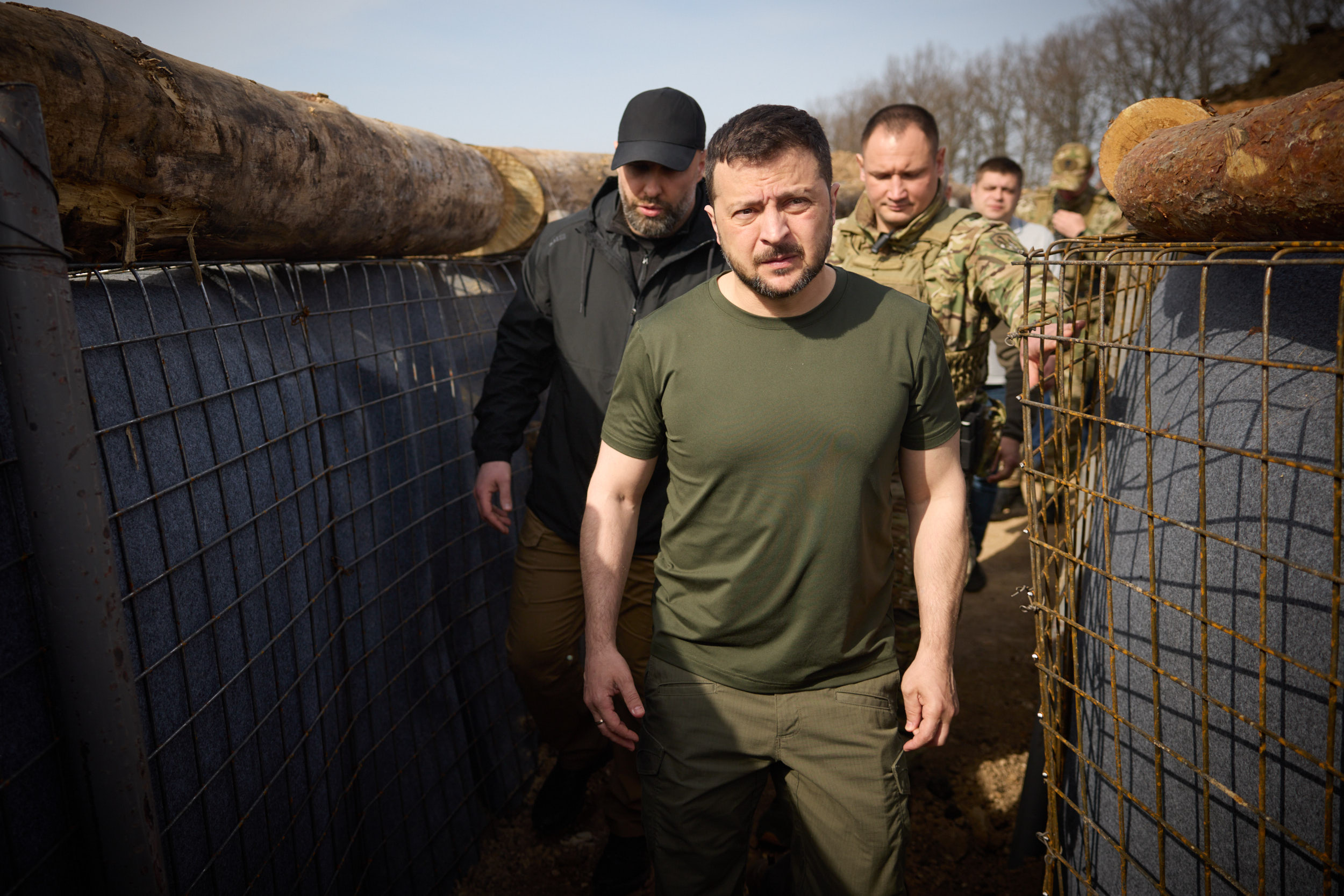
Selenskyj bei der Begutachtung von Befestigungsanlagen um Charkiw

Die ukrainische Regierung erwartet, dass die geplante russische Offensive, von der der ukrainische Militärnachrichtendienst bereits am 7. April berichtet hatte, auf die Eroberung von Charkiw abzielt. Nach Angaben des ukrainischen Staatspräsidenten sind die Befestigungsanlagen rund um Charkiw weitgehend fertig.

### 10. April
Bei russischen Luftangriffen auf mehrere Regionen in der Ukraine, bei denen nach Angaben des ukrainischen Präsidenten mehr als 40 Raketen und mehr als 40 Drohnen eingesetzt wurden, wurden nach ukrainischen Angaben mindestens sieben Menschen getötet.
Die Ukraine unterzeichnete nach Angaben ihres Präsidenten Wolodymyr Selenskyj ein zehnjähriges Sicherheitsabkommen mit Lettland.

### 11. April
Bei russischen Luftangriffen wurden nach ukrainischen Angaben in fünf Regionen Umspannwerke und Stromanlagen beschädigt. Bei einem russischen Raketenangriff auf die Stadt Mykolajiw wurden nach Angaben der Nachrichtenagentur Reuters mindestens vier Menschen getötet. Für Familien in 47 grenznahen Orte in den Landkreisen Bohoduchiw, Isjum und Charkiw wurde die Evakuierung angeordnet, wie der Militärgouverneur der Oblast Charkiw Oleh Synjehubow mitteilte. Die Stadt Charkiw selbst sei davon nicht betroffen. Grund dafür sei der beinahe tägliche Beschuss der Orte durch die russische Armee.

### 12. April
Nach Informationen der US-Regierung hat China im letzten Jahr begonnen, die russischen Streitkräfte indirekt massiv zu unterstützen. So seien im Jahr 2023 etwa 90 Prozent der russischen Mikroelektronik-Importe zur Herstellung von Raketen, Panzern und Flugzeugen von dort gekommen. Ohne diese Importe aus China hätte Russland nach US-Informationen Schwierigkeiten, die Angriffe auf die Ukraine aufrechtzuerhalten. Zudem bestünden über 70 Prozent der russischen Importe von Oktober bis Dezember 2023 aus chinesischen Werkzeugmaschinen. Russland baut nach US-Informationen mit chinesischer Unterstützung seinen Militärapparat schneller aus, als es die US-Regierung zu Beginn des Konflikts für möglich gehalten hatte.
Russlands Präsident Wladimir Putin erklärte, mit Luftangriffen auf das ukrainische Energienetz „Einfluss auf den militärisch-industriellen Komplex in der Ukraine nehmen“ zu können. Nach einer ukrainischen Medienrecherche ist seit Mitte März 2024 der Großteil der ukrainischen Wärmekraftwerke zerstört oder unter russischer Kontrolle. Nach Angaben des Bürgermeisters von Kiew, Vitali Klitschko, wurden durch russische Angriffe in der Hauptstadt bis April 2024 über 800 Gebäude zerstört und mehr als 200 Zivilisten getötet.
Entgegen seiner früheren Ablehnung von US-Rüstungshilfen über 60 Milliarden Dollar schlug Präsidentschaftskandidat Donald Trump vor, der Ukraine diese Lieferungen in Form eines Darlehens zu gewähren. Ukraines Präsident Wolodymyr Selenskyj erklärte, er würde sie sofort nehmen, wenn er sich entscheiden müsste, ob er das Paket sofort auf Kredit oder in einem Jahr gratis bekomme. Gegenüber der Wochentaz sagte Bundeskanzler Olaf Scholz, bei dem Treffen mit der chinesischen Führung werde es auch darum gehen, dass „China Russland nicht dabei unterstützt, gegen seinen Nachbarn Ukraine einen brutalen Krieg zu führen. Frieden in Europa und die Unverletzlichkeit von Grenzen, das sind europäische Kerninteressen.“ Scholz erklärte außerdem, dass Deutschland der Ukraine „noch lange Waffen und Munition“ werde liefern müssen. Er habe „immer gesagt, dass Russland diesen Krieg nicht gewinnen darf.“

### 14. April
Die ukrainische Militärführung äußerte, dass Russland im Kernkraftwerk Saporischschja eine Operation unter falscher Flagge durchführen wolle.

### 15. April
Bei russischen Angriffen auf den Osten des Landes wurden nach ukrainischen Angaben sechs Zivilisten getötet – vier, als die Stadt Siwersk mit Mehrfachraketenwerfern angegriffen wurde, und zwei in der benachbarten Oblast Charkiw, wo laut Gouverneur Oleh Synegubow eine gelenkte Fliegerbombe eine Schule traf. Die Internationale Atomenergiebehörde (IAEA) warnte im UN-Sicherheitsrat, dass das abgeschaltete Kernkraftwerk Saporischschja einem Atomunfall durch Drohnenangriffe „gefährlich nahe“ sei. Beide Kriegsparteien machten jeweils einander dafür verantwortlich.

### 17. April

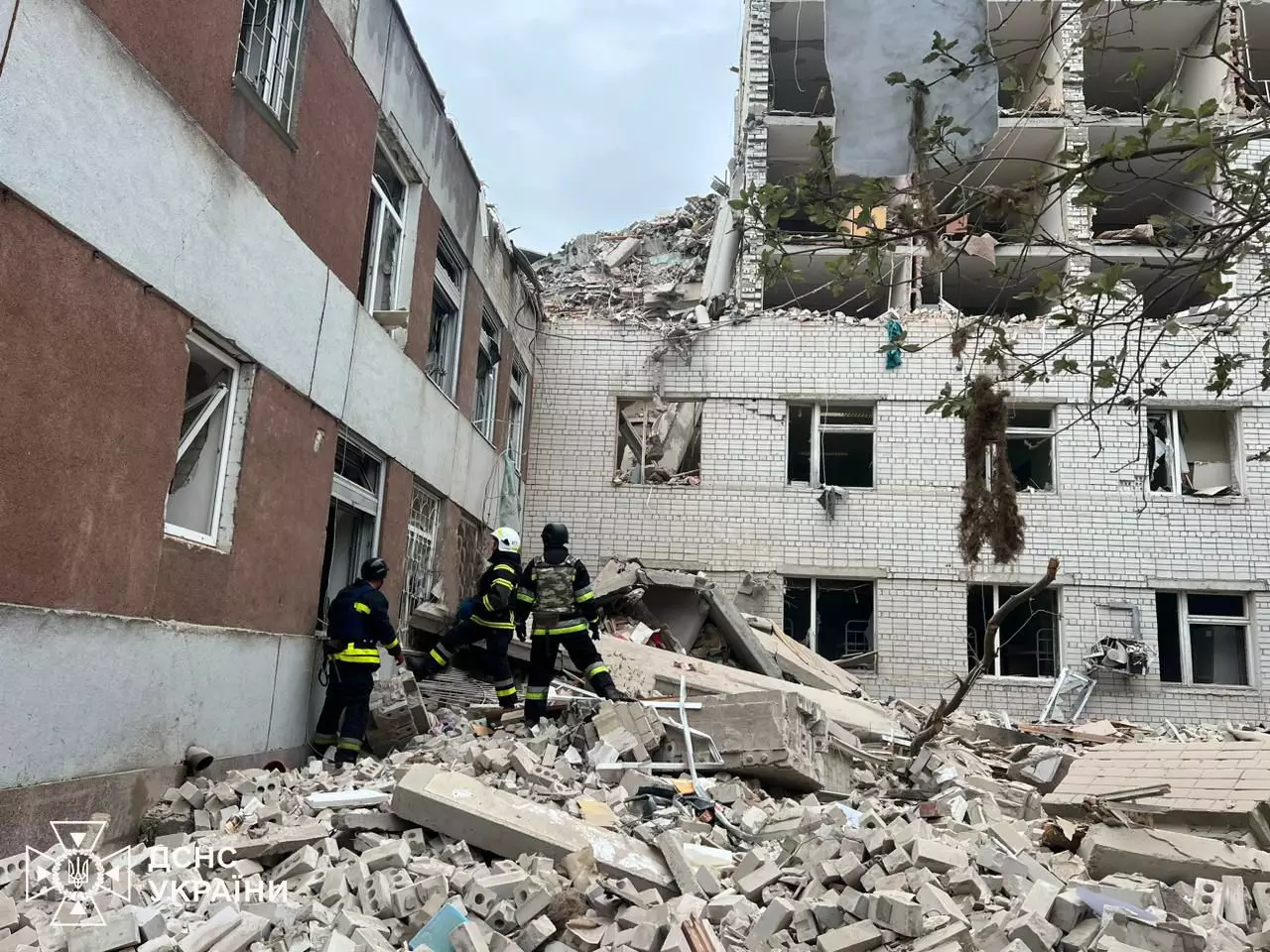
Zerstörte Gebäude in Tschernihiw nach dem Luftangriff vom 17. April

Bei einem russischen Raketenangriff auf die nordukrainische Stadt Tschernihiw wurden Rettungskräften und Behörden zufolge mindestens 17 Menschen getötet. Die russische Flugabwehr fing nach Angaben örtlicher Behörden am Abend 22 ukrainische Flugkörper (20 Drohnen und zwei ballistische Raketen) über der Grenzregion Oblast Belgorod ab.

### 18. April
Das ukrainische Militär griff nach eigenen Angaben einen russischen Luftwaffenstützpunkt auf der Krim an. Dabei seien vier Raketenwerfer, drei Radarstationen und andere Einrichtungen schwer beschädigt worden. Das russische Verteidigungsministerium berichtete, es seien mehr als 45 Luftziele – darunter Drohnen und Raketenwaffen – aus der Ukraine abgefangen oder zerstört worden. Laut russischen Behörden gab es Verletzte und Schäden. Russland warf der ukrainischen Armee außerdem einen Drohnenangriff auf das besetzte Kernkraftwerk Saporischschja vor. Russland griff nach Angaben ukrainischer Behörden die westukrainische Oblast Iwano-Frankiwsk mit 13 Drohnen an. Ziel war laut Regionalgouverneurin Switlana Onyschtschuk die kritische Infrastruktur. Die ukrainische Luftabwehr habe alle Drohnen abgeschossen.
Polnische Ermittler nahmen laut polnischen Nachrichtenmeldungen einen russischen Spion fest, der den Flughafen Rzeszów-Jasionka ausgespäht haben soll. Der Flughafen ist Drehkreuz für westliche Militärgüter in die Ukraine. Des Weiteren bestreitet der ukrainische Staatspräsident seine Auslandsflüge von dem Flughafen aus.
In Deutschland wurden zwei weitere mutmaßliche russische Saboteure festgenommen, die im Auftrag des russischen Geheimdiensts Sabotageaktionen in Deutschland geplant haben sollen. Der Hauptbeschuldigte, ein Doppelstaatler mit deutscher Staatsangehörigkeit, soll sich für Brand- und Sprengstoffanschläge auf militärisch genutzte Infrastruktur, Rüstungsbetriebe und Industriestandorte in Deutschland bereit erklärt haben. Die Bundesanwaltschaft wirft ihm geheimdienstliche Agententätigkeit, Agententätigkeit zu Sabotagezwecken sowie das sicherheitsgefährdende Abbilden militärischer Einrichtungen vor. Das Auswärtige Amt bestellte deswegen den russischen Botschafter ein.

### 19. April

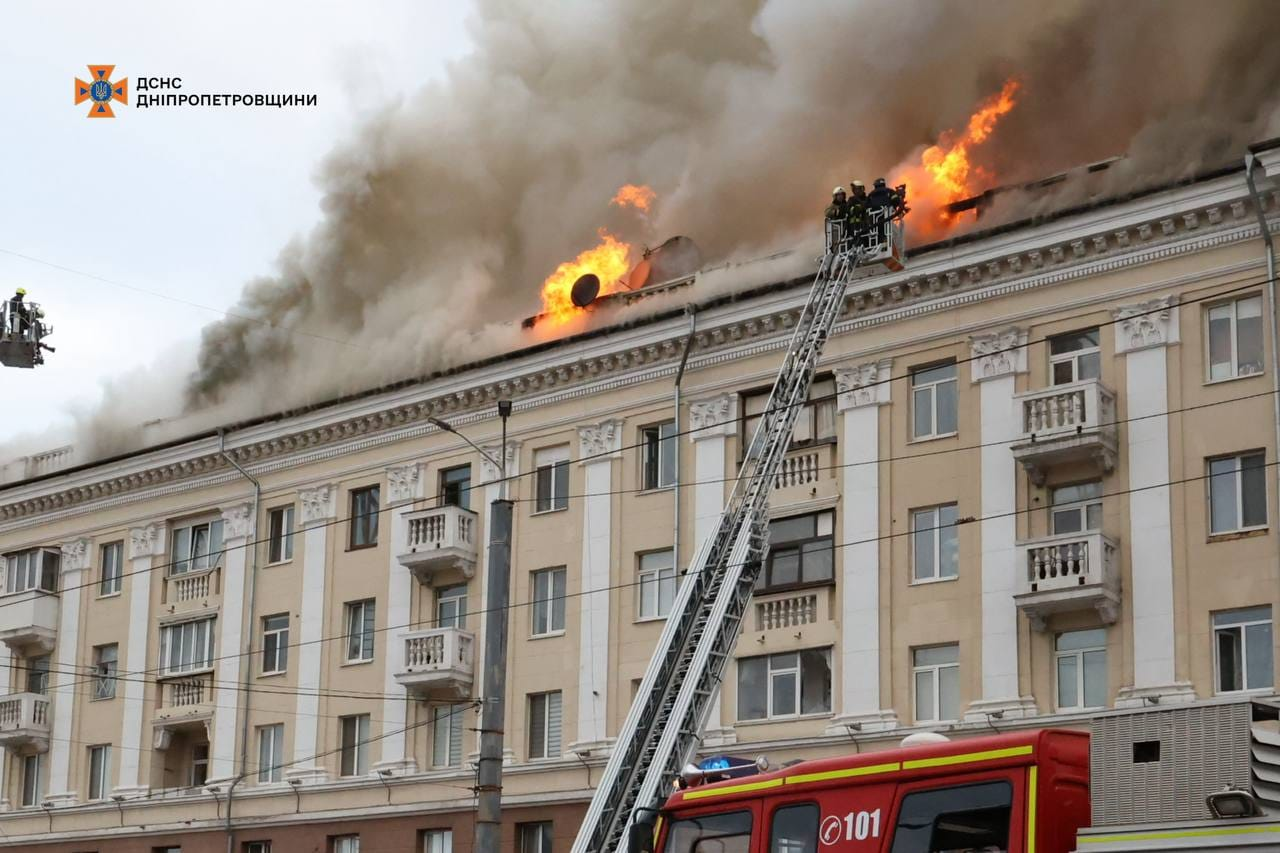
Brennender Wohnblock in Dnipro

Die NATO-Staaten hielten eine Dringlichkeitssitzung mit der Ukraine ab und sagten dem Land zusätzliche Luftverteidigungssysteme zu. CIA-Direktor William Burns behauptete, es bestehe „ein sehr reales Risiko, dass die Ukrainer bis Ende 2024 auf dem Schlachtfeld verlieren oder Putin zumindest in eine Position bringen könnten, in der er im Wesentlichen die politischen Bedingungen diktieren könnte“, sollten die USA keine weiteren militärischen Rüstungsgüter an die Ukraine liefern. Ex-US-Präsident und Präsidentschaftskandidat Donald Trump forderte von Europa mehr finanzielle Hilfen.
Nach ukrainischen Angaben verübte Russland Luftangriffe unter anderem auf den Hafen von Odessa, auf die Städte Krywyj Rih und Dnipro. Behördenangaben zufolge wurden mindestens acht Menschen getötet. Der Gouverneur der russischen Oblast Belgorod meldete einen abgewehrten Luftangriff auf die Stadt Belgorod. Nachdem das ukrainische Militär den Abschuss eines russischen Tu-22M3-Langstreckenbombers gemeldet hatte, erklärte das russische Verteidigungsministerium, der Bomber sei wegen eines „technischen Fehlers“ in der Region Stawropol abgestürzt.

### 20. April
Das Repräsentantenhaus der Vereinigten Staaten stimmte mehrheitlich – mit 311 von 423 Stimmen, davon alle 210 der Demokraten und 101 der Republikaner – weiteren sogenannten Auslandshilfen für die Ukraine im Wert von ca. 61 Milliarden US-Dollar zu. 20 Prozent bzw. 12 Milliarden US-Dollar davon gehen in Form eines Darlehens an die Ukraine, während der übrige Betrag zur Produktion von Rüstungsgütern in den USA verwendet wird. Das vom US-Repräsentantenhaus angenommene Gesetzespaket – dem der US-Senat noch zustimmen muss – sieht außerdem die Möglichkeit vor, in den USA gelagerte russische Staatsvermögen zu konfiszieren. Seit Februar 2022 hat die US-Regierung militärische Güter im Umfang von mehr als 44 Milliarden US-Dollar (rund 40 Milliarden Euro) für die Ukraine bereitgestellt.
Die ukrainischen Geheimdienste SBU und HUR griffen nach Angaben eines ukrainischen Insiders mindestens drei Energieanlagen und ein Treibstoffdepot in Russland an. Das russische Verteidigungsministerium meldete, die russische Luftabwehr habe 50 Drohnen über acht russischen Regionen abgeschossen. Durch einen ukrainischen Drohnenangriff in der Oblast Belgorod starben nach Behauptungen des örtlichen Gouverneurs zwei Menschen. Nach Angaben des britischen Militärnachrichtendienstes verlor Russland seit Kriegsbeginn im Februar 2022 mindestens 100 Militärflugzeuge.

### 21. April
Das russische Bergungsschiff Kommuna wurde laut ukrainischen Angaben bei einem Raketenangriff im Hafen von Sewastopol beschädigt. Der Umfang der Schäden war zunächst nicht bekannt. Russische Quellen bestätigten einen Angriff, der abgewehrt worden sei.
Im April 2024 gab der russische Außenminister Sergei Lawrow an, dass Charkiw eine „wichtige Rolle“ im Plan des russischen Staatspräsidenten Wladimir Putin spiele, eine entmilitarisierte Zone in der Ukraine zu errichten. Dadurch sollten russische Grenzsiedlungen vor ukrainischen Gegenangriffen geschützt werden. Putin machte laut Lawrow deutlich, dass man die Frontlinie weit genug in die Ukraine hineindrücken müsse. Des Weiteren unterstrich Lawrow seine Unterstützung des russischen Herrschaftsanspruchs auf die Ukraine, indem er sagte, dass höchstens die Zukunft der Westukraine unklar sei, ansonsten werde es eine Ukraine geben, „die wahrhaft russisch ist, die Teil der russischen Welt sein will, die Russisch sprechen will und ihre Kinder erzieht“. Etwas anderes stehe, so Lawrow, gar nicht zur Debatte.
Das Institute for the Study of War berichtete, dass russische Streitkräfte in den westlich der Stadt Awdijiwka liegenden Ort Otscheretyne vorgerückt seien.

### 22. April

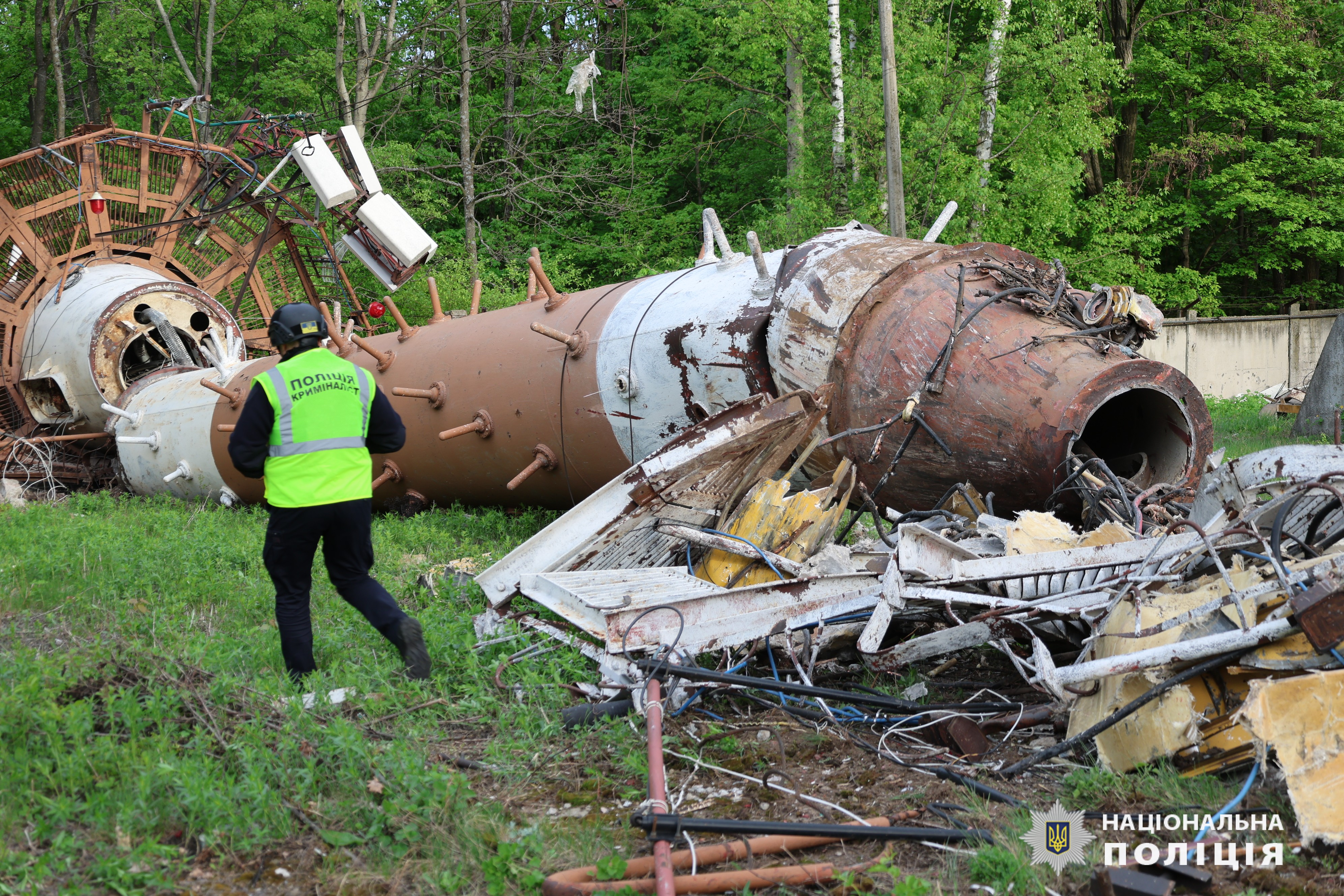
Zerstörter Teil des Fernsehturms Charkiw

Eine russische Rakete riss den oberen Teil des 240 Meter hohen Fernsehturms Charkiw ab.

### 23. April
Das Institute for the Study of War (ISW) berichtete, dass kremlnahe Propagandakanäle nach der Zerstörung des Fernsehturms in Charkiw versuchten, mit Desinformationen „übergroße Panik“ in der Bevölkerung zu schüren: „Die Sprachrohre des Kremls greifen die Besorgnis über eine künftige russische Offensive gegen die Stadt Charkiw auf, um eine wahrscheinlich koordinierte Informationsoperation durchzuführen und so eine übergroße Panik unter den Ukrainern zu erzeugen“. Zudem schrieben die kremltreuen Kanäle von einer „Massenflucht“ von Zivilisten. Nach der Zerstörung des Fernsehturms in Charkiw könnte die Verbreitung von Desinformationen laut ISW weiter zunehmen, da die Bevölkerung in Charkiw nun teilweise von ukrainischen Medien abgeschnitten worden sei. In der Nacht auf den 23. April wurden nach ukrainischen Militärangaben bei einem Drohnenangriff auf ein Wohnviertel in Odessa neun Menschen verletzt, darunter vier Kinder.
Der ukrainische Außenminister Dmytro Kuleba kündigte an, Maßnahmen zu ergreifen, um im Ausland lebende wehrfähige ukrainische Männer zur Rückkehr in ihr Heimatland zu bewegen. Damit solle, so Kuleba, auch eine Gerechtigkeit gegenüber den im Kriegsdienst befindlichen Männern wiederhergestellt werden. Der Senat der Vereinigten Staaten stimmte dem am 20. April vom Repräsentantenhaus der Vereinigten Staaten gebilligten Milliarden-Darlehen für die Ukraine mehrheitlich zu, mit 79 zu 18 Stimmen, bei drei Enthaltungen. Zugestimmt hatten 46 Demokraten, 31 Republikaner und zwei Parteilose. Auf Ablehnung stieß das Gesetzespaket bei 15 republikanischen Senatoren, zwei Senatoren der demokratischen Partei und einem parteilosen Senator.
Im April 2024 wurde der stellvertretende Verteidigungsminister Russlands Timur Iwanow aufgrund von Korruptionsvorwürfen festgenommen.

### 24. April
Der Bürgermeister der Großstadt Charkiw meldete, dass russische Raketen in ein Wohnviertel eingeschlagen seien. Nach übereinstimmenden Berichten beider Kriegsparteien setzten ukrainische Drohnenangriffe Treibstofflager in der russischen Oblast Smolensk in Brand. Nach Angaben des ukrainischen Geheimdienstes SBU dienten diese der Versorgung der russischen Streitkräfte in der Ukraine. Von der Ukraine bestätigt wurde außerdem ein Drohnenangriff auf ein Stahlwerk des russischen Unternehmens NLMK in der Oblast Lipezk, ein Angriff mit ATACMS-Raketen auf russische Truppen in der Ukraine und zwei in der vorherigen Woche erfolgte Angriffe mit ATACMS-Raketen auf ein Flugfeld auf der Krim und auf russische Truppen in der Südostukraine. Die ukrainische Regierung sicherte den USA zu, die erhaltenen ATACMS-Raketen, die eine Reichweite von 300 Kilometern haben, ausschließlich gegen feindliche Ziele innerhalb der Ukraine einzusetzen.
Die Ukraine stoppte die Ausgabe von Reisepässen an im Ausland befindliche Ukrainer im wehrfähigen Alter. In der EU halten sich laut Daten von Eurostat etwa 650.000 ukrainische Männer im wehrfähigen Alter auf, davon nach Angaben vom Bundesamt für Migration und Flüchtlinge 200.000 in Deutschland. US-Präsident Joe Biden setzte das Gesetzespaket, das die Belieferung mit Militärgütern im Wert von mehreren Milliarden an die Ukraine betrifft, durch seine Unterschrift in Kraft.

### 26. April
Nach übereinstimmenden Berichten von ukrainischen und russischen Kriegsbeobachtern gelang russischen Truppen ein punktueller Durchbruch durch ukrainische Defensivlinien bei Otscheretyne. Nach Informationen von Der Spiegel ereignete sich der Durchbruch, als dort eine Rotation ukrainischer Fronteinheiten stattfand. Russische Streitkräfte bombardierten nach Angaben des russischen Verteidigungsministeriums einen mit von westlichen Ländern gelieferten Waffen beladenen Güterzug und Bahneinrichtungen in der Ostukraine. Nach Angaben von Markus Reisner hilft die wenige Tage zuvor genehmigte US-amerikanische Militärhilfe den ukrainischen Streitkräften ausschließlich dabei, die Frontlinie zu halten, jedoch nicht dabei, besetztes Gebiet zu befreien. „Um in die Offensive zu gehen, bräuchte die Ukraine“ laut Reisner „noch sehr viel mehr Unterstützung, die in den 60 Milliarden Dollar nicht enthalten sind“.
Nach Angaben der Nachrichtenagentur AP will das ukrainische Militär aus den USA erhaltene M1-Abrams-Kampfpanzer vorerst nicht mehr direkt an der Front einsetzen, weil der in diesem Krieg geführte Drohnenkampf es den Kampfpanzern zu schwer mache, sich unentdeckt fortzubewegen. Das ukrainische Militär widersprach diesen Berichten.

### 27. April

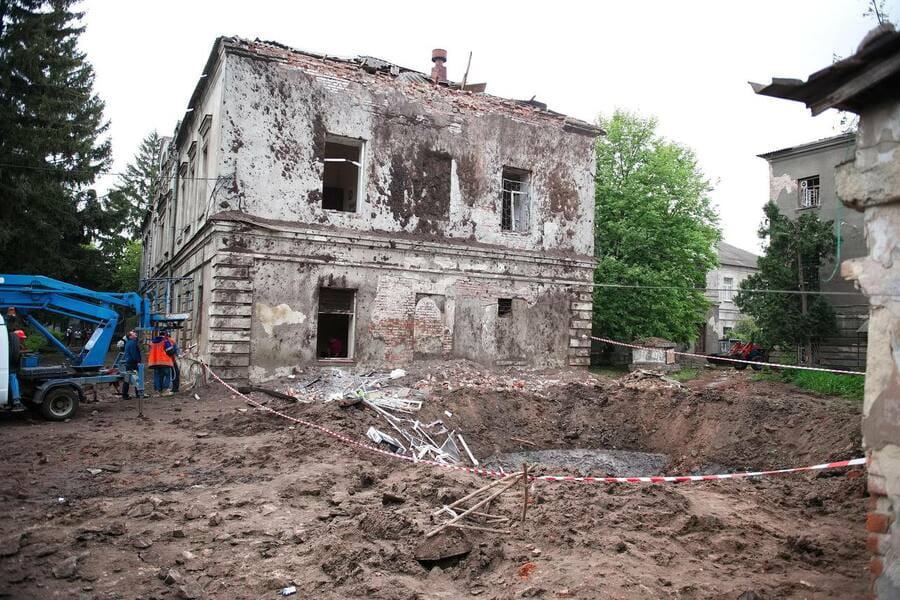
Krater in dem Hof einer psychiatrischen Klinik in Charkiw am 27. April

Bei russischen Luftangriffen in den Gebieten Dnipro, Lwiw und Iwano-Frankiwsk wurden nach ukrainischen Angaben vier Kraftwerke schwer beschädigt und ein Krankenhaus in der Stadt Charkiw getroffen. Die ukrainische Luftwaffe wehrte dabei nach eigenen Angaben in der Nacht 21 von 34 von Russland abgefeuerte Marschflugkörper ab. Nach übereinstimmenden Berichten beider Kriegsparteien griff die Ukraine zwei Ölraffinerien und einen Militärflugplatz in der Region Krasnodar an. Der Gouverneur jener Region gab an, dass der Angriff abgewehrt worden sei. Das russische Verteidigungsministerium behauptete, es seien insgesamt 66 Drohnen in Krasnodar und zwei Drohnen über der annektierten Halbinsel Krim abgewehrt worden.

### 28. April
Aus der Ukraine wurde ein russischer Drohnenangriff auf die Stadt Mykolajiw gemeldet. Außerdem seien durch russischen Beschuss am Samstag und in der Nacht zum Sonntag mindestens sieben Zivilisten verletzt worden.
Nach Angaben der russischen Besatzungsverwaltung der Oblast Saporischschja wurden durch ukrainischen Beschuss zwei Zivilisten getötet. Das russische Verteidigungsministerium meldete, dass die russischen Streitkräfte Munitionslager und militärische Ausrüstung (darunter Kampfdrohnen) an drei Flughäfen in der Ukraine zerstört hätten und dass 17 ukrainische Drohnen in den Oblasten Brjansk, Kursk, Belgorod und Oblast Kaluga abgeschossen worden seien.
Nach Angaben des Militärexperten Marcus Keupp kann die Produktionsrate von Rüstungsgütern in Russland nicht mit der Abnutzungsrate schritthalten. Die russische Kampfführung werde „technologisch immer schlechter“. Die russische Reserve an Panzern von fast 3000 Stück ist laut Keupp aufgebraucht. 2024 und 2025 könne Russland den Krieg sicher noch weiterführen, so Keupp, aber sie bekämen „zunehmend ein Zeitproblem“. Der ukrainische Geheimdienst hat laut Keupp im April 2024 eine Studie veröffentlicht, nach der es „bei der derzeitigen Abnutzungsrate noch ungefähr bis Mitte 2026“ dauere, bis Russland keine Militärtechnik mehr aufbieten könne. Russland habe auf lange Sicht „gegen das Industriepotential des Westens keine Chance […] USA, Südkorea, Pakistan, ganz Westeuropa“ produzierten gegen Russland.

### 29. April

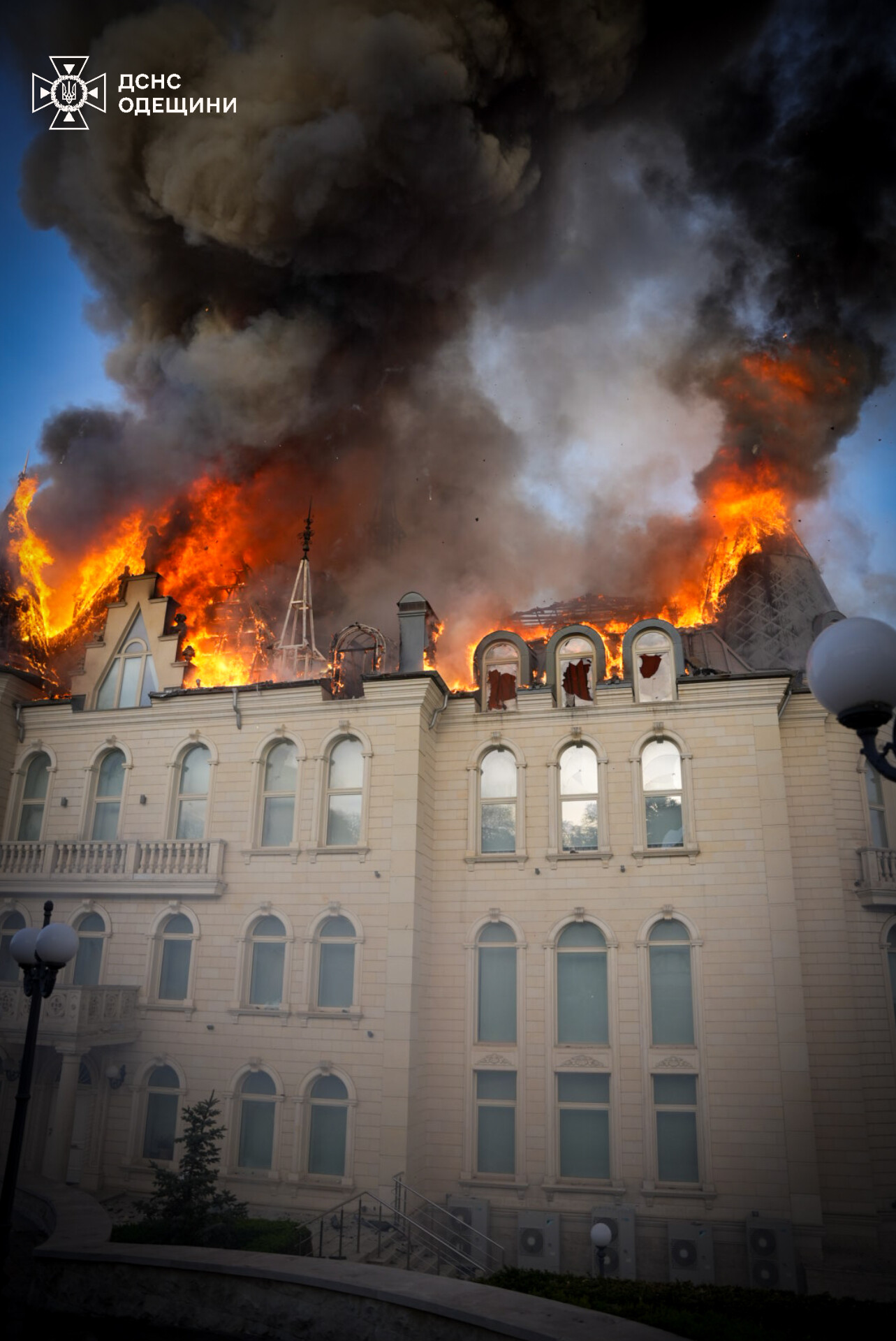
Rechtsakademie Odessa nach dem russischen Angriff am 29. April 2024

Durch russische Luftangriffe auf die Großstadt Odessa sind nach ukrainischen Angaben fünf Menschen getötet und 32 verletzt worden. Mehrere Wohnhäuser und zivile Infrastruktur seien beschädigt worden. Videoaufnahmen von Überwachungskameras belegen, dass bei dem Angriff auf Odessa Streumunition eingesetzt wurde. Auch die ostukrainische Metropole Charkiw wurde nach ukrainischen Angaben bombardiert; dabei seien zwei Zivilisten getötet und sechs verletzt worden.
Die zweitgrößte estnische Stadt Tartu wurde aufgrund anhaltender Störungen der GPS-Satellitennavigation, die nach Angaben des estnischen Staates aus der Oblast Leningrad stammten, nicht mehr von der Fluggesellschaft Finnair angeflogen.
Die USA kauften 81 sowjetische Kampfjets (MiG-27, MiG-29, Su-24) zu etwa 18.000 € je Jet von Kasachstan. Die Jets sind kaputt und eine Reparatur ist nicht wirtschaftlich. Allerdings können sie der Ukraine als Ersatzteillager dienen, da sie die gleichen Kampfflugzeuge im Einsatz hat. Alternativ können die gekauften Jets als Attrappe dienen, um Russland zu täuschen.

### 30. April
Nach Angaben des ukrainischen Grenzschutzes sind seit Kriegsbeginn 2022 etwa 30 Männer bei dem Versuch gestorben, sich mit einer illegalen Flucht ins Ausland einer Einberufung zur Armee zu entziehen. Dem Grenzschutz zufolge starben allein 24 Männer bei dem Versuch, den Fluss Theiß an der ukrainischen Grenze zu Rumänien zu überqueren. Es gebe jeden Tag Versuche, die Grenze illegal zu überqueren. Die meisten dieser Versuche fänden außerhalb der Grenzkontrollpunkte an der Grenze zu Moldau und Rumänien statt. Die größte Zahl an Fluchtversuchen mit gefälschten Dokumenten werde an der Grenze zu Polen verzeichnet.
Die ukrainische Regierung gab bekannt, dass sie ihre Ausgaben für die Entwicklung und Produktion von Drohnen zur Abwehr der russischen Invasion um mehrere Hundert Millionen Euro aufstocken werde. Mit diesen bereitgestellten Mitteln würden 300.000 Drohnen an die Sicherheits- und Verteidigungskräfte geliefert.

## Mai 2024

### 1. Mai

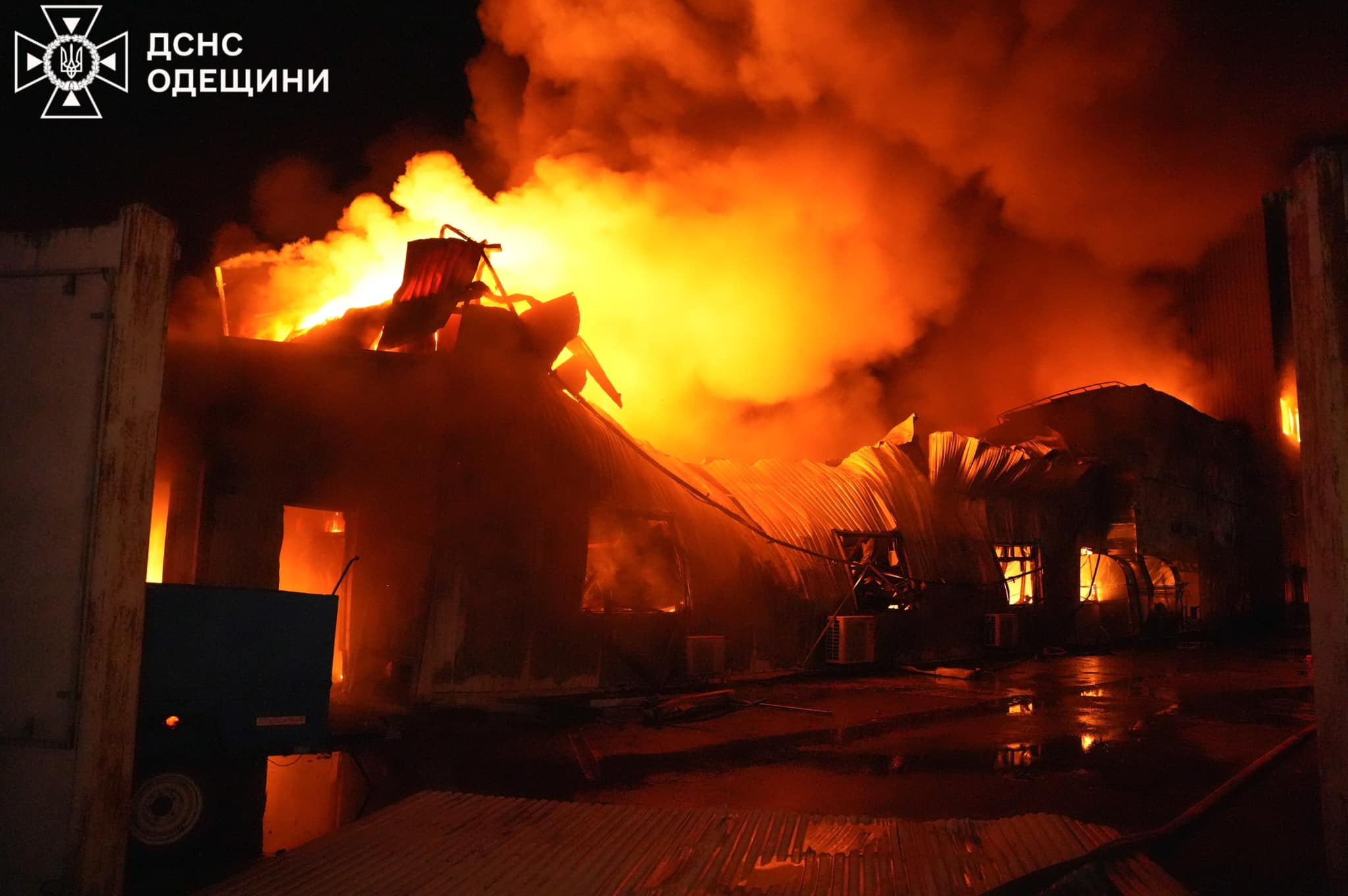
Gebäude des Postunternehmens Nova Post nach dem Luftangriff auf Odessa

Nach Angaben der US-Regierung setzte Russland wiederholt Reizgase, aber auch den chemischen Kampfstoff Chlorpikrin ein und verstieß damit gegen die Chemiewaffenkonvention, der das Land angehört. Sollte dies stimmen, wäre es ein weiteres Kriegsverbrechen im Russisch-Ukrainischen Krieg. Die russische Regierung wies den Vorwurf von sich. Die Organisation für das Verbot chemischer Waffen sieht keine ausreichenden Beweise für einen Einsatz von Chemiewaffen im Kriegsgebiet in der Ukraine.
Die ukrainische Krim-Beauftragte Tamila Taschewa warf Russland vor, auf der annektierten Schwarzmeer-Halbinsel Menschen zu foltern und verschwinden zu lassen.
Russlands Verteidigungsminister, Sergei Schoigu, verlangte umfangreichere und qualitativ bessere Waffenlieferungen zur Aufrechterhaltung der Offensive. Nach einem erneuten Luftangriff auf Odessa behauptete das russische Verteidigungsministerium, dass er sich gegen ein Regionalhauptquartier der ukrainischen Armee gerichtet habe.

### 2. Mai
Nach Aussage des ukrainischen Staatspräsidenten Wolodymyr Selenskyj setzte Russland im April 2024 mehr als 300 Raketen, rund 300 von der Iran Aircraft Manufacturing Industrial Company (HESA) hergestellte Shahed-Drohnen sowie mehr als 3.200 Lenk-Bomben bei Angriffen auf die Ukraine ein. Nach einem weiteren russischen Raketenangriff auf Odessa wurden nach ukrainischen Angaben mehr als 13 Menschen verletzt.
Der britische Außenminister und ehemalige Premier David Cameron versprach der Ukraine „so lange es nötig ist“ jährliche Waffenlieferungen im Wert von drei Milliarden Pfund und stellte der Ukraine frei, diese Waffen auch gegen Ziele in Russland einzusetzen.

### 3. Mai
Nach Angaben von Gustav Gressel (Experte für Osteuropa, Sicherheitspolitik und Militärstrategien am European Council on Foreign Relations) setzen die russischen Streitkräfte aktuell die meisten Kräfte im Kampf um Tschassiw Jar ein. Weitere Brennpunkte seien die Frontabschnitte bei Otscheretyne und Wuhledar. Auf jüngste operative Fehler bei den ukrainischen Streitkräften wie den Verlust mindestens zweier Hubschrauber nahe der Front und das Entsenden unterbemannter Einheiten in Gefechte angesprochen, erklärte Gressel, dass Ermüdung und eine Unterbesetzung der Verbände ein Grund für die Fehler seien, die sich durch den Ressourcenmangel noch stärker auswirkten und schwerer zu beheben seien. Laut Gressel benötigt die ukrainische Luftwaffe, die „schon sehr abgenutzt ist […], aktuell 80 Kampfflugzeuge, um ihren Aufgaben nachzukommen“, bis einschließlich 2025 seien jedoch nur 40 zugesagt. Das Problem sei, dass die Produktion „weit unter dem liegt, was der eigentliche Bedarf an der Front wäre“. Ein weiteres Problem sei, dass die ballistischen Präzisionsraketen (ATACMS), die die Ukraine einsetze, erfolgreich von russischen GPS-Jammern gestört würden, weshalb die Ukraine auf ATACMS mit Streumunition ausweiche und nur dadurch Erfolge erziele. Ohne die Streumunition, die die Ukraine von den USA erhalte und die aufgrund des technischen Fortschritts nicht mehr zwingend scharfe Blindgänger hinterlässt, „wäre die Lage an der Front schon weit schlimmer.“ Zudem gebe es unter den ukrainischen Kampfverbänden „enorm hohe Leistungsunterschiede“.
Bei einem russischen Angriff auf die Stadt Kurachowe wurden nach ukrainischen Angaben mehrere Menschen getötet.
Die Sprecherin des russischen Außenministeriums Marija Sacharowa warnte vor einem „verheerenden Vergeltungsschlag“, sollte die Ukraine mit Unterstützung des Westens die Krim oder die Krim-Brücke angreifen. Sie äußerte die Vermutung, die Regierung in Kiew plane einen Angriff vor oder am Tag des Sieges.

### 4. Mai
Die ukrainischen Streitkräfte schossen nach Angaben von Präsident Wolodymyr Selenskyj über der Oblast Donezk einen russischen Su-25 Kampfbomber ab.
Russland hat den ukrainischen Präsidenten Wolodymyr Selenskyj zur Fahndung ausgeschrieben, wie russische Nachrichtenagenturen unter Berufung auf eine Fahndungsliste des Innenministeriums berichteten. Den Grund für die strafrechtliche Verfolgung nannte das Ministerium nicht. 7 Personen wurden in Belgorod durch eine eigene, russische Fliegerbombe verletzt.

### 8. Mai
Die EU-Mitgliedstaaten einigten sich darauf, die „eingefrorenen“ 210 Milliarden Euro der russischen Zentralbank so anzulegen, dass mit den Zinserträgen weitere Militärhilfe für die Ukraine finanziert werden kann.
Das ukrainische Parlament beschloss, bestimmte Häftlinge zum freiwilligen Militärdienst zuzulassen. Ausgenommen sind aber Mörder, Sexualstraftäter, Drogenhändler und Verurteilte wegen schwerer Korruption oder Straftaten gegen die nationale Sicherheit. Die Ukraine beschoss ein Öllager in Luhansk.

### 10. Mai

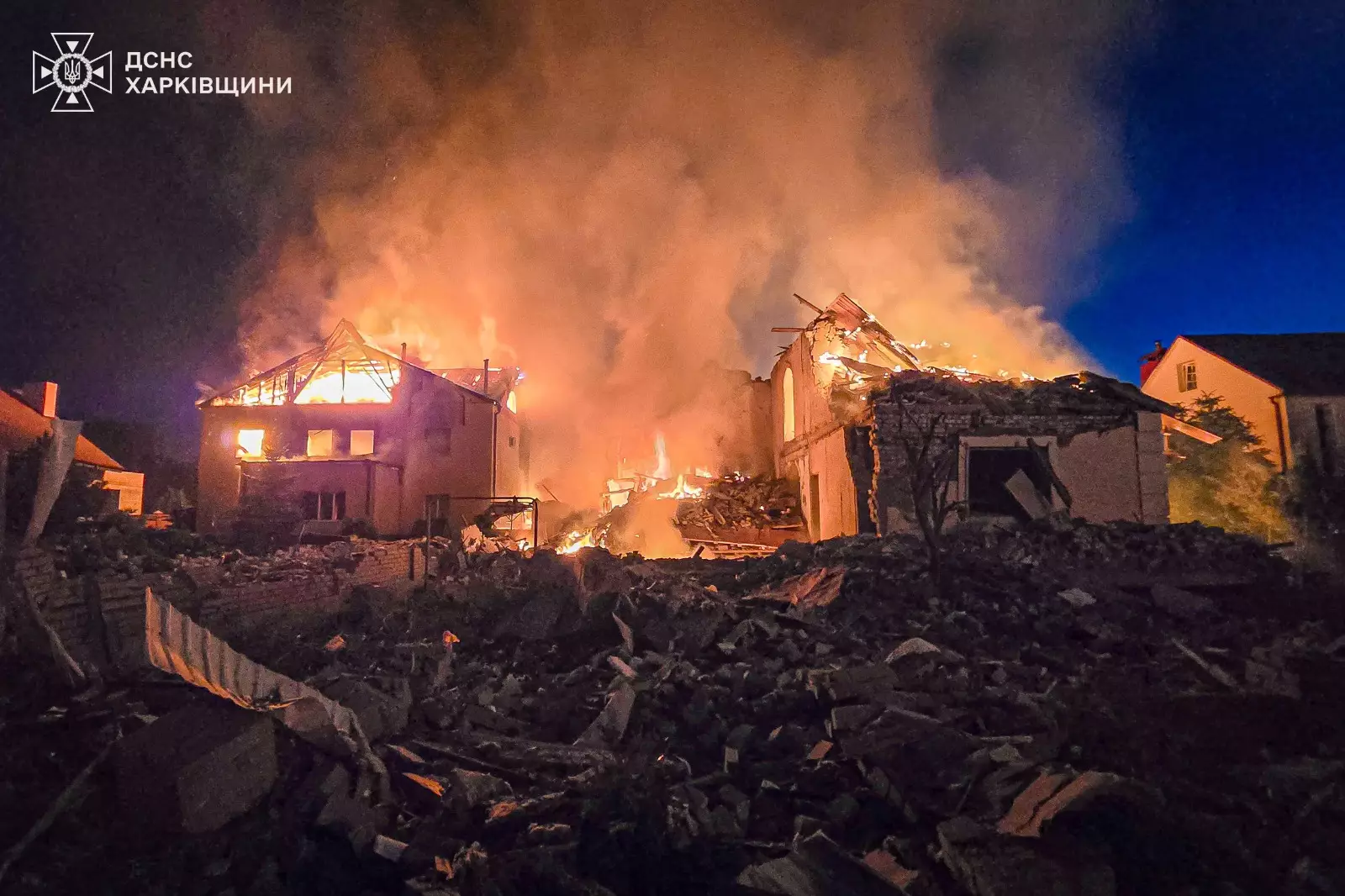
Zerstörte Gebäude in Charkiw nach einem Luftangriff

Der Vize-Vorsitzende des Nationalen Sicherheitsrats in Russland Dmitri Medwedew drohte London und Paris mit Gegenschlägen im Falle ukrainischer Angriffe mit britischen oder französischen Marschflugkörpern. Diese Antwort werde „unter Umständen“ nicht gegen Kiew gerichtet sein und könne „nicht nur mit konventionellem Sprengstoff, sondern auch mit Spezialmunition“ erfolgen. An das Vereinigte Königreich gerichtet sagte er, dies sollten auch die „nicht vollständig ausgebildeten Idioten seiner Königlichen Hoheit“ verstehen.
Nach Angaben des ukrainischen Verteidigungsministeriums hat Russland in der Oblast Charkiw eine Bodenoffensive gestartet.
Die staatliche russische Nachrichtenagentur RIA Novosti meldete, dass ein ukrainischer Drohnenangriff in der russischen Oblast Kaluga einen Brand in einer Ölraffinerie ausgelöst habe, wobei drei Container mit Dieselkraftstoff und einer mit Heizöl zerstört worden seien. Zudem meldete die russische Nachrichtenagentur TASS einen Angriff auf ein Öldepot in der von Russland kontrollierten Oblast Luhansk; infolgedessen sei ein Feuer ausgebrochen.

### 12. Mai
Im Süden der russischen Großstadt Belgorod stürzte nach einer Explosion ein Teil eines zehnstöckigen Wohnblocks ein. Dabei wurden mindestens sechs Menschen getötet und 19 verletzt. Die genaue Ursache der Explosion blieb zunächst unklar. Wjatscheslaw Gladkow, Gouverneur der Oblast Belgorod, gab an, das Gebäude sei von einem ukrainischen Geschoss getroffen worden. Laut russischem Verteidigungsministerium hingegen handelt es sich um Trümmer einer ukrainischen Totschka-U-Rakete, die von der Flugabwehr abgefangen wurde. Von ukrainischer Seite gab es keine offizielle Stellungnahme. Laut OSINT war es mehr eine eigene russische Fliegerbombe.
Nach Angaben beider Seiten wurden seit Beginn der Bodenoffensive in der Oblast Charkiw von Russland mindestens acht Ortschaften eingenommen.

### 14. Mai
Im russischen Wolgograd wurde in der Nacht ein Güterzug von einer Drohne angegriffen.
Andrei Beloussow wurde vom russischen Staatspräsidenten Wladimir Putin zum neuen Verteidigungsminister bzw. Nachfolger Sergei Schoigus ernannt.

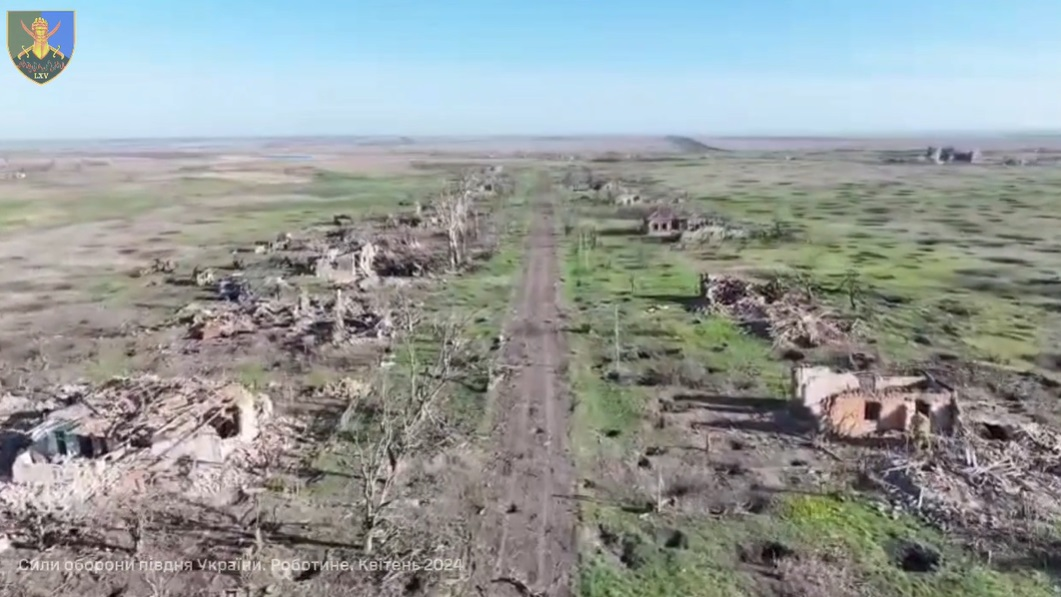
Robotyne im April 2024

### 15. Mai

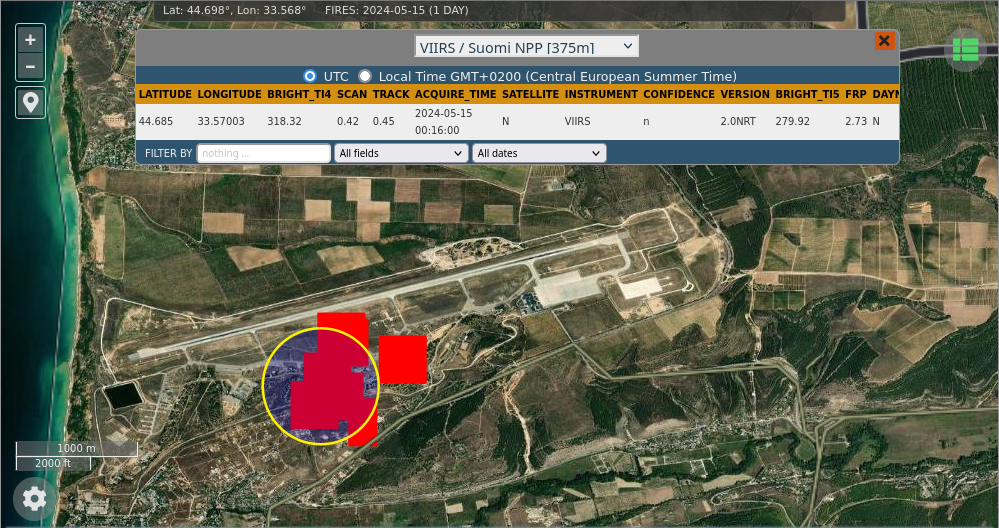
NASA-satellitenfoto zeigt großflächige Feuer im Militärflughafen Belbek am 15. Mai 2024 00:16:00 (UTC)

Im Militärflughafen Belbek auf der Krim zerstörte die Ukraine mindestens zwei russische Kampfflugzeuge vom Typ Mig-31 sowie eine Treibstoffanlage.
Das russische Militär behauptete die Ortschaft Robotyne im Südosten der Ukraine ganz eingenommen zu haben. Robotyne war der einzige Ort den die Ukrainische Streitkräfte in ihrer Sommeroffensive befreien konnten.

### 19. Mai

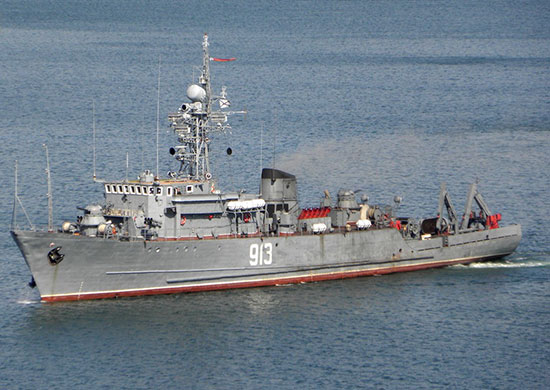
Das Minensuchboot Kowrowez (vor 2017)

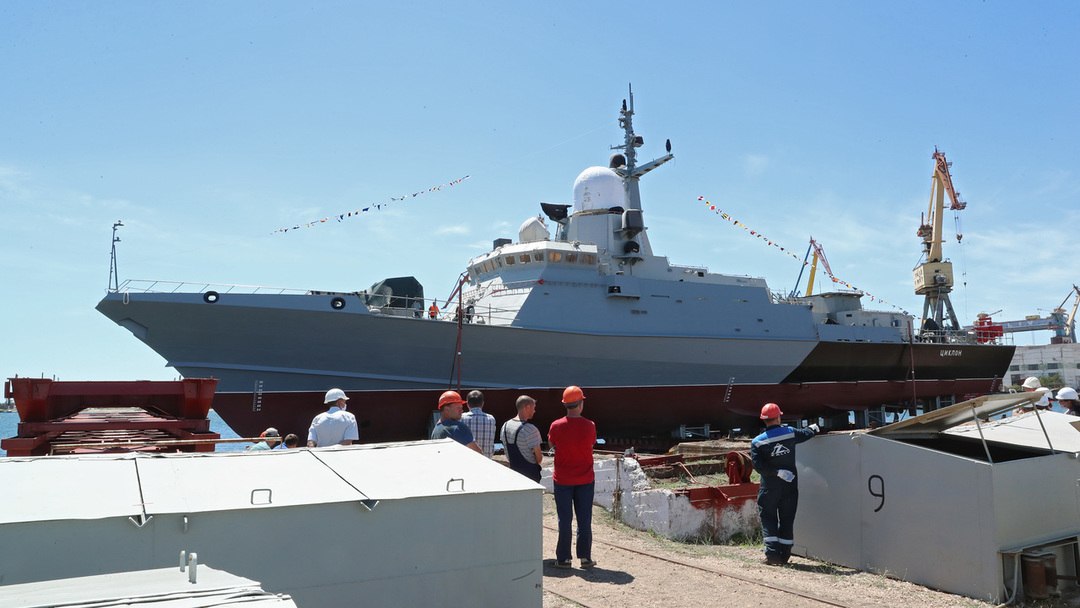
Das am 19. Mai zerstörte Raketenschiff Zyklon (2020)

Der Generalstab der ukrainischen Streitkräfte meldete die Zerstörung des russischen Minensuchboots Kowrowez (Projekt-266M-Klasse). Bei dem Raketenangriff wurde auch die Korvette Ziklon getroffen. Das letzte auf der Krim stationierte russische Kriegsschiff konnte als Träger von Kalibr-Raketen präzisionsgelenkte Munition verschießen. Zwei Tage später bestätigte der ukrainische Generalstab, dass auch die Ziklon zerstört wurde.

### 20. Mai
Nur noch 10 Prozent der thermischen Kraftwerke der Ukraine seien nicht von Russland zerstört, sagte Oleksij Kutscherenko, ehemaliger Minister für Wohnungsbau unter Julia Timoschenko.

### 21. Mai
Russlands Verteidigungsministerium veröffentlichte einen Beschlussentwurf, der eine Ausweitung der vor Kaliningrad und im östlichen Teil des Finnischen Meerbusens gelegenen russischen Küstenmeere bis in die Hoheitsgewässer der NATO- und EU-Mitglieder Litauen und Finnland vorsieht. Die Neufestlegung der russischen Seegrenzen sei notwendig, weil die gegenwärtigen Koordinaten „nicht vollständig der aktuellen geografischen Lage entsprechen“, und sollen im Januar 2025 in Kraft treten. Litauen bestellte daraufhin einen russischen Vertreter ein – einen Botschafter gibt es seit dem 2022 nicht mehr. Wenig später wurde das Dokument aus einem offiziellen Portal gelöscht. Politiker aus Finnland und Deutschland bewerteten den Vorgang als hybride Kriegsführung.

### 22. Mai
Laut US-Verteidigungsministerium hat Russland am 16. Mai eine Antisatellitenwaffe in die erdnahe Umlaufbahn geschickt.
Nach Angaben des britischen Verteidigungsministers Grant Shapps liegen britische und US-amerikanische Geheimdienstinformationen vor, wonach „tödliche Hilfe derzeit von China an Russland und in die Ukraine fließt oder fließen wird“. Es sei „Zeit, dass die Welt aufwacht“. Es seien konkrete Pläne und Fähigkeiten in der NATO nötig, und dies beginne damit, „den Grundstein für eine bündnisweite Erhöhung der Ausgaben für unsere kollektive Abschreckung zu legen.“

### 23. Mai
Ein ukrainischer Drohnenangriff beschädigt das in Armawir gelegene Woronesch-Radarsystem erheblich.
Bei einem russischen Raketenangriff auf Charkiw sind nach ukrainischen Behördenangaben mindestens sieben Zivilisten getötet und mindestens 16 Menschen verletzt worden. Getroffen wurde unter anderem auch eine der größten Druckereien für Literatur in der Ukraine.
Laut Gustav Gressel gehen die europäischen Bestände gebrauchter Waffen für die Ukraine zur Neige. Gressel und Carlo Masala zufolge gibt es in der EU weder Pläne noch feste Zusagen (an die Rüstungsindustrien) zur Finanzierung einer längerfristigen Rüstungsproduktion für die Ukraine. Nach Angaben von Jana Puglierin (Expertin für deutsche und europäische Außen-, Sicherheits- und Verteidigungspolitik am ECFR) gibt es unter den Mitgliedstaaten der Europäischen Union keine einheitliche Auffassung zur Frage, ob der russische Kriegseinsatz in der Ukraine oder Russland eine Bedrohung für die eigene Sicherheit ist. In Hinblick auf die Osteuropa-Strategie der USA sagte Masala, dass die USA Russland zwar geschwächt, aber nicht besiegt sehen wolle, um zu vermeiden, dass es bei der Atommacht Russland bei einer Niederlage und einem damit verbundenen Ende Wladimir Putins zu einem gewaltsamen Konflikt um die Nachfolge komme. Auch bei europäischen Regierungen gebe es, so Masala, diese Sorge. Der Aufstand der Gruppe Wagner habe gezeigt, dass sich nichtstaatliche Militärgruppen unbehelligt in Russland bewegen konnten.

### 24. Mai
Ein ukrainischer Raketenangriff trifft einen Satellitenkommunikationsknoten in Aluschta.
Bezüglich der russischen Offensive in der Oblast Charkiw sagte der ukrainische Staatspräsident Wolodymyr Selenskyj, dass die ukrainischen Streitkräfte die Kontrolle über die Grenzregion im östlichen Teil der Oblast Charkiw zurückerlangt hätten.
Das britische Verteidigungsministerium berichtete, Russland habe Soldaten aus seinem Afrikakorps abgezogen und an die Front in der Ukraine geschickt. In den vergangenen Wochen seien Einheiten dieses Korps neben regulären russischen Truppen und Strafeinheiten während der Offensive in Wowtschansk nördlich Charkiw im Einsatz gewesen.

### 25. Mai

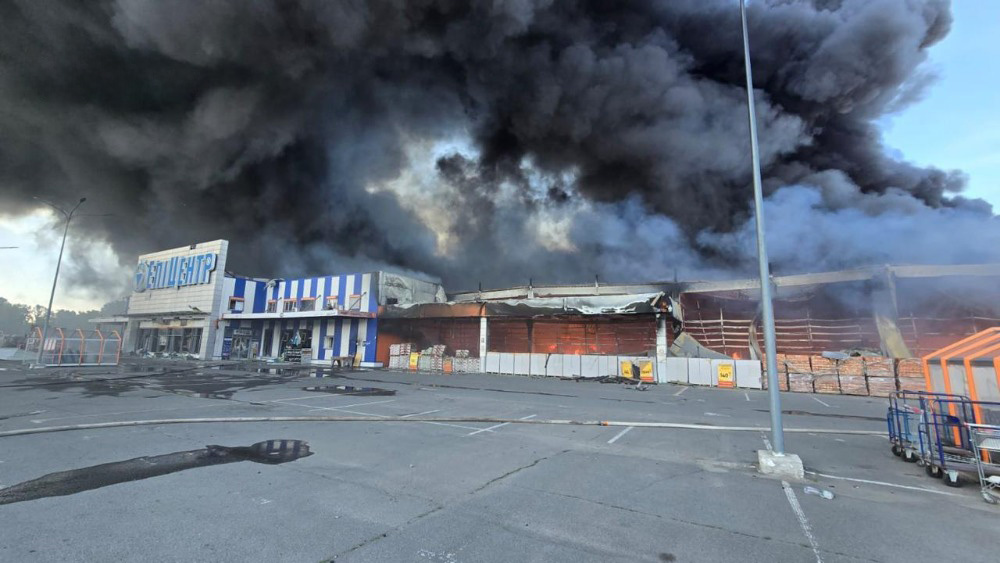
Zerstörter Baumarkt in Charkiw

Bei einem russischen Luftangriff auf einen Baumarkt in Charkiw, in dem sich etwa 200 Menschen aufhielten, sind nach ukrainischen Angaben mindestens 14 Personen getötet und 43 weitere verletzt worden. 16 Personen galten als vermisst. Nach Angaben des Bürgermeisters wurden bei einem weiteren Angriff elf Menschen verletzt.
Laut ukrainischen Angaben ist die Zahl der seit Beginn der Invasion getöteten und verwundeten russischen Soldaten auf über 500.000 gestiegen.

### 28. Mai
Nachdem die Parlamentarische Versammlung der NATO ihre Mitgliedsstaaten dazu aufgerufen hatte, der Ukraine zu erlauben, westliche Waffen gegen militärische Ziele in Russland einzusetzen (NATO-Generalsekretär Jens Stoltenberg hatte argumentiert, dass den Ukrainern „die Hände gebunden“ seien, „wenn sie keine militärischen Ziele auf russischem Territorium angreifen können“) und sich auch der französische Staatspräsident Emmanuel Macron dafür ausgesprochen hatte, gab die US-amerikanische Regierung bekannt, der Ukraine vorerst weiterhin nicht zu erlauben, ihre an die Ukraine gelieferten Waffen gegen Ziele in Russland einzusetzen. Der ukrainische Staatspräsident Wolodymyr Selenskyj merkte an, dass russische Luftangriffe auf die Ukraine verhindert werden könnten, wenn es den ukrainischen Streitkräften erlaubt wäre, militärische Ziele mithilfe westlicher Waffen in Russland zu bekämpfen.

### 30. Mai
US-Präsident Joe Biden genehmigte der Ukraine, US-amerikanische Waffen gegen Ziele in Russland einzusetzen, unter der Bedingung, dass diese ausschließlich zur Vereitelung russischer Angriffe eingesetzt würden, die sich diese gegen die ostukrainische Großstadt Charkiw richteten. Nach Angaben von Washington Post war die russische Offensive auf Charkiw ausschlaggebend für die bedingte Erlaubnis. Der Einsatz von US-amerikanischen Langstreckenwaffen gegen militärische Ziele tief im Landesinneren von Russland bleibe untersagt.
Laut ukrainischen Angaben zerstörte man in Tschornomorske auf der Krim zwei KS-701 Tunets Patrouillenschiffe und beschädigte zwei weitere Schiffe mit Marine-Drohnen.

### 31. Mai
Bei russischen Angriffen auf Charkiw wurden nach ukrainischen Angaben fünf Menschen getötet und 23 weitere verletzt. Bei einem weiteren Angriff auf die Hauptstadt Kiew wurde nach Angaben des ukrainischen Energieversorgers DTEK ein Kraftwerk zerstört und das Stromnetz im Kiewer Bezirk Holosijiwskyj beschädigt. Durch einen ATACMS-Angriff wurde ein S-400-Flugabwehrsystem bei Mospyne zerstört.
Das ukrainische Militär beschoss nach eigenen Angaben zwei Öllager in der russischen Region Krasnodar. Russische Streitkräfte eroberten laut Angaben des russischen Verteidigungsministers seit Jahresbeginn 880 Quadratkilometer.
Die Ukraine hat mit Schweden, Island und Norwegen weitere Sicherheitsabkommen unterzeichnet. NATO-Generalsekretär Stoltenberg forderte jährlich 40 Milliarden Euro militärische Unterstützung für die Ukraine.
Nach dem französischen Staatspräsidenten sprach sich auch der Außenminister von Litauen Gabrielius Landsbergis für das Offenhalten der Option einer Entsendung von Soldaten in die Ukraine aus.
Einen Tag nachdem die US-Regierung der Ukraine bedingt erlaubt hat, US-Waffen gegen russische Ziele einzusetzen, genehmigte auch die Bundesregierung den Einsatz deutscher Waffen gegen Ziele in an die Oblast Charkiw angrenzende russische Gebiete. Die Bundesregierung verwies dabei auf das im Völkerrecht verbriefte Recht zur Selbstverteidigung.

## Juni 2024

### 1. Juni
Der ukrainische Energieminister berichtete von russischen Luftangriffen auf Energieanlagen in den Oblasten Dnipropetrowsk, Donezk, Kirowohrad, Iwano-Frankiwsk und Saporischschja. Nach Angaben der ukrainischen Luftwaffe setzten die russischen Streitkräfte dabei 53 Raketen und Marschflugkörper sowie 47 Drohnen ein. Die ukrainische Luftwaffe gab an, 30 Marschflugkörper, vier Raketen und 46 Drohnen abgewehrt zu haben. Der Energieversorger DTEK teilte mit, dass zwei Wärmekraftwerke getroffen worden seien. In der Oblast Charkiw wurden nach Angaben des Gouverneurs zwölf Menschen, darunter acht Kinder, durch einen Luftangriff verletzt. Wegen der russischen Luftangriffe auf ukrainische Kraftwerke wurden die Stromtarife 2024 um über 60 Prozent angehoben. Die Ukraine verlor eigenen Angaben zufolge seit Kriegsbeginn Kraftwerkskapazitäten von knapp 8000 Megawatt.
Etwa einen Tag nachdem ein modernes russische Flugabwehrsystem zerstört worden war, wurde ein weiteres zerstört; diesmal in der Oblast Belgorod.
Ukrainische Fronteinheiten sowie eine bei Kiew liegende Flugabwehreinheit berichteten, dass die im April vom US-Kongress freigegebenen Munitionslieferungen noch nicht eingetroffen seien. Nach einer Recherche der New York Times und einem Bericht des Spiegel ist die ukrainische Luftverteidigung durch Munitionsmangel zunehmend inaktiv bzw. kampfunfähig.

### 5. Juni
Nach Angaben der russischen Staatsführung befinden sich 6000 ukrainische Kriegsgefangene in Russland und 1348 kriegsgefangene Russen in der Ukraine.

### 6. Juni

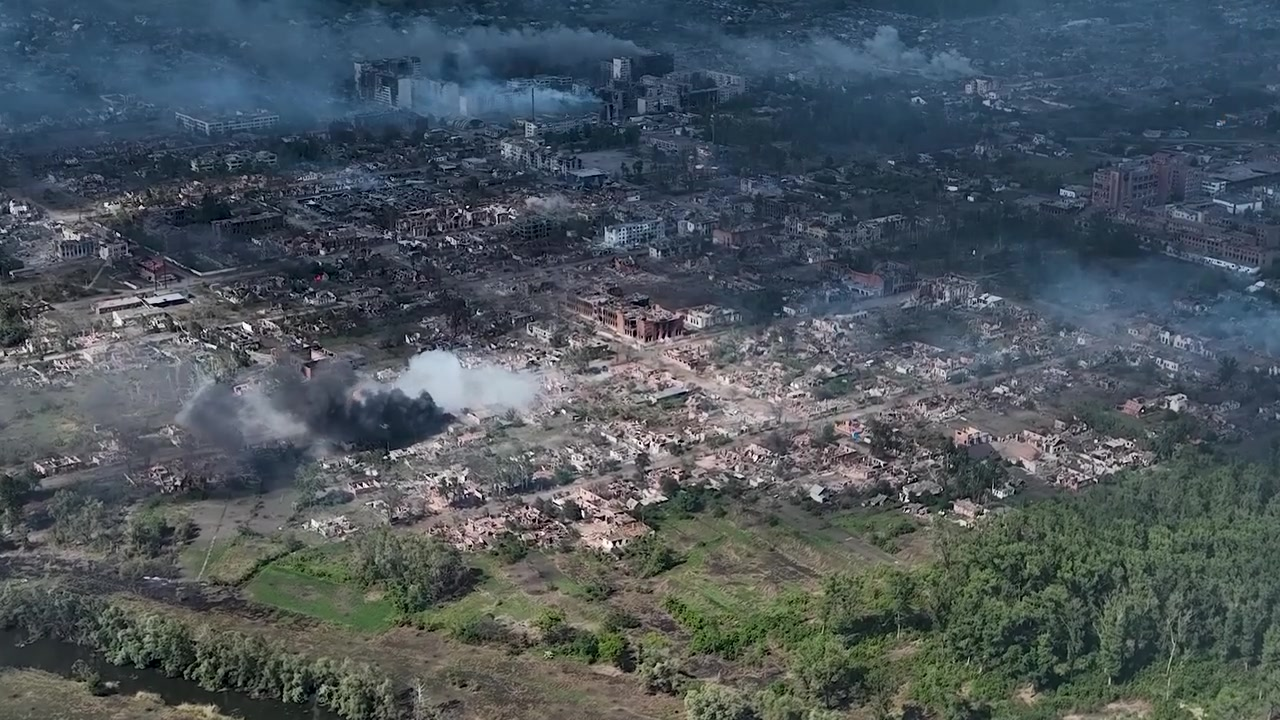
Wowtschansk Anfang Juni 2024

Frankreichs Staatspräsident Emmanuel Macron kündigte an, bis Ende 2024 ukrainische Piloten an der Dassault Mirage 2000 ausbilden zu lassen und die ukrainische Luftwaffe mit dem Typ Mirage-2000-5 zu beliefern. Zudem versprach er eine Ausbildung von 4500 ukrainischen Soldaten in Frankreich.
Ukrainische Truppen rückten in der Region Charkiw vor und erzielten im Bereich der Stadt Wowtschansk Geländegewinne.

### 9. Juni
Nach Angaben des ukrainischen Militärgeheimdienstes wurde auf einem Luftwaffenstützpunkt bei der russischen Stadt Achtubinsk ein russisches Kampfflugzeug vom Typ Suchoi Su-57 zerstört.

### 10. Juni
Unmittelbar vor der in Berlin ausgerichteten Konferenz zum Wiederaufbau der Ukraine trat der Leiter der ukrainischen Wiederaufbauagentur, Mustafa Najem, mit der Behauptung zurück, seine Regierung habe ihn an der Arbeit gehindert. Zuvor hatte Premierminister Denys Schmyhal ihm untersagt, an der Konferenz teilzunehmen.

### 11. Juni
Der deutsche Rüstungskonzern Rheinmetall und der ukrainische Staatskonzern Ukroboronprom nahmen einen Panzer-Reparaturbetrieb und eine Produktionsstätte von Rüstungsgütern ihres Joint-Ventures in der Ukraine in Betrieb.
Etwa einen Monat nachdem ein beim Flughafen Sewastopol aufgestelltes russisches S-400 Flugabwehrsystem zerstört worden war, wurde am 11. Juni ein weiteres S-400-System (sowie ein S-300) zerstört. Damit wurden innerhalb von vier Wochen mindestens vier russische S-400 zerstört. Allerdings kann Russland den Verlust noch kompensieren, da es weltweit eines der größten Arsenale besitzt. Die Schläge gegen militärische Ziele fernab der Front, auf der Krim, sollen nach Angaben von Christian Mölling von der DGAP dazu führen, dass Druck von den Frontlinien genommen wird, da die russischen Streitkräfte zum Schutz vor diesen Angriffen ihre Kräfte weitläufiger verteilen müssen. Um die russischen Einheiten auf der Krim im Falle einer Zerstörung der Krim-Brücke weiter versorgen zu können, begann Russland mit dem Aufbau einer Eisenbahnstrecke, die von der Krim über Berdjansk und Mariupol bis nach Rostow am Don verlaufen soll.
Nach Angaben des russischen Verteidigungsministeriums stürzte ein Jagdbomber des Typ Su-34 am Morgen in Nordossetien ab. Zwei Menschen sollen dabei ums Leben gekommen sein. Grund des Absturzes seien technische Probleme. Ermittlungen wurden diesen Angaben zufolge eingeleitet.

### 12. Juni
Laut Analysten ist es wahrscheinlich, dass das russische Militär über Umwege Satelliten von Airbus nutzt, um Satellitenbilder von der Ukraine zu erhalten, um diese u. a. zur Planung und Schadensprüfung von eigenen Luftangriffen auszuwerten.

### 13. Juni
Auf dem G7-Gipfel in Fasano wurde beschlossen, der Ukraine langfristig 50 Milliarden US-Dollar (ca. 47 Milliarden Euro) aus den Zinsen bereitzustellen, die sich aus dem in den G7-Staaten eingefrorenen russischen Staatsvermögen ergeben. In westlichen Ländern wurden nach dem russischen Angriff laut US-Regierung rund 280 Milliarden US-Dollar (260 Milliarden Euro) an Zentralbankgeldern eingefroren.

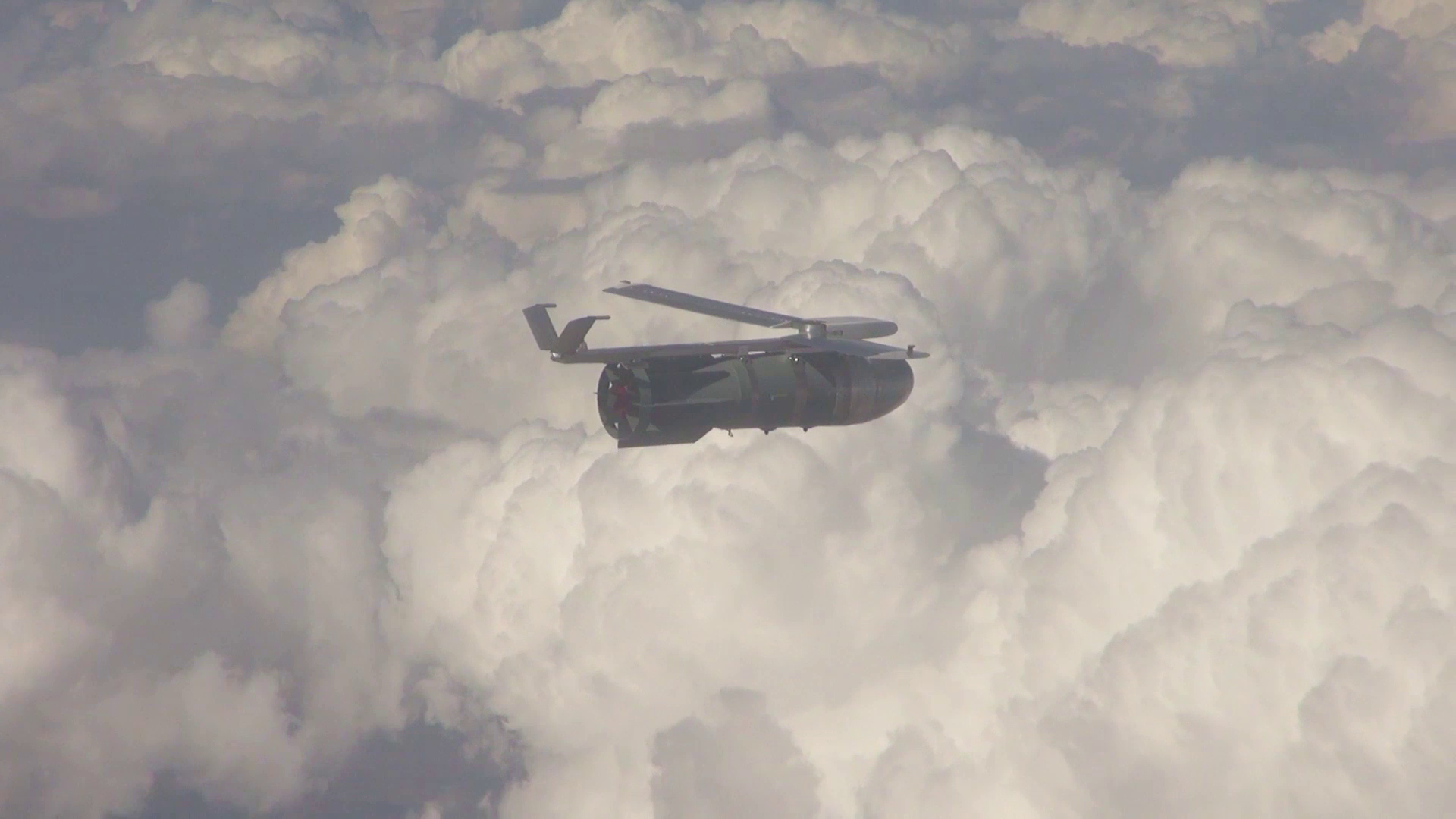
FAB-3000 M54 mit UMPK-Rüstsatz

Ukraines Staatspräsident Selenskyj hat nach eigenen Angaben vom Staatsführer Chinas, Xi Jinping, die mündliche Zusicherung erhalten, dass dessen Land keine Waffen an Russland liefern werde.

### 14. Juni
Das russische Verteidigungsministerium bestätigte den Einsatz von FAB-3000 M54 Gleitbomben und veröffentlichte ein Video. Das Video zeigt den Abwurf und den Einschlag auf eine Stellung in der Oblast Charkiw.

### 15. Juni

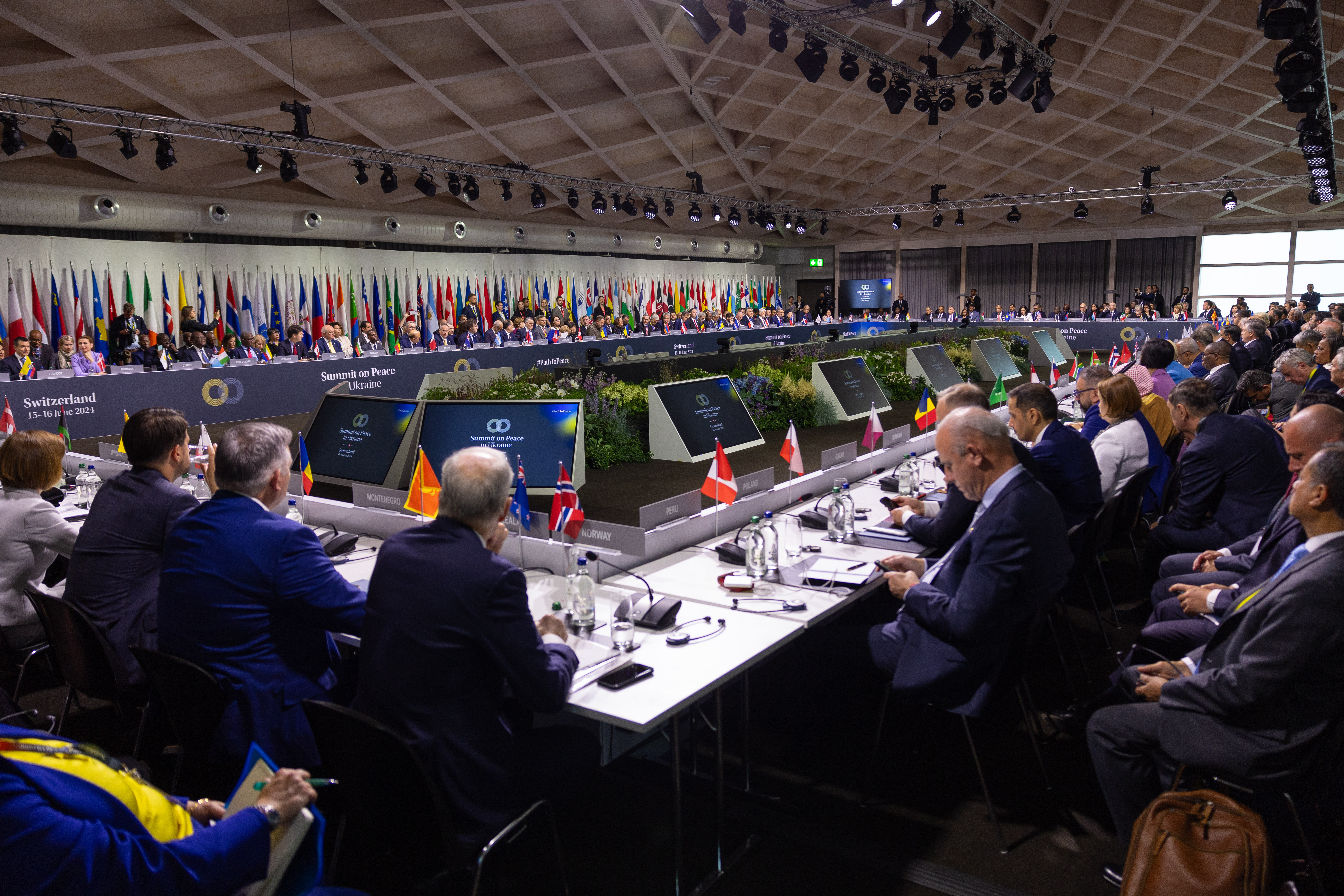
Konferenzraum der Ukraine-Konferenz im Bürgenstock Resort

Auf Ersuchen der Ukraine berief die Schweiz mit der Ukraine-Konferenz ein zweitägiges internationales Treffen ein, das einen Friedensprozess anregen sollte. 92 Staaten nahmen daran teil – darunter 57 mit ihren Staats- oder Regierungschefs, 29 mit Ministern und acht mit Botschaftern – sowie Spitzenvertreter von acht internationalen Organisationen. Das Treffen fand im Bürgenstock Resort im Kanton Nidwalden statt.
Der deutsche Militärexperte Nico Lange erklärte, er halte einen ukrainischen Sieg für möglich, sollte der Westen mehr Waffen liefern. Seit zwei Jahren habe der Angreifer keine nennenswerten Erfolge mehr erzielt. Die Ukraine benötige vor allem mehr Luftabwehr. Wichtig seien Waffen, mit denen Ziele auf russischem Territorium, von dem aus die Ukraine angegriffen werde, beschossen werden könnten. Neben dem Waffensystem ATACMS nannte Lange auch F-16-Kampfjets, mit denen die Ukraine bald auch russische Flugzeuge abwehren könne, die Gleitbomben abwerfen.

### 17. Juni
Laut Analyse von Markus Reisner haben die ukrainischen Streitkräfte bei den Kämpfen im Raum Charkiw „zumindest punktuell die Initiative zurückgewinnen können“. Dies sei auf Angriffe auf die Versorgung und Logistik direkt hinter der Front zurückzuführen. Ansonsten sei die Lage dort aber aufgrund des Informationskriegs unklar. Im Donbass dagegen rückten laut Reisner russische Truppen „weiterhin jeden Tag zwischen 200 und 500 Meter vor“. Bei den Kämpfen um Tschassiw Jar versuchten die russischen Truppen laut Reisner weiterhin über den östlich von Tschassiw Jar gelegenen Siwerskyj-Donez-Donbas-Kanal vorzurücken. Besonders umkämpft sei auch die Gegend bei Otscheretyne, wo eine nur wenige Kilometer hinter der Front liegende und laut Reisner „sehr wichtige“ Versorgungsroute der ukrainischen Streitkräfte im Falle des weiteren Vorrückens der russischen Streitkräfte im Donbas in Gefahr sei. Auf die Frage, ob die ukrainischen Streitkräfte im Donbas versuchten, jenseits der russischen Grenze die Logistik anzugreifen, erklärte Reisner, dass keine Angriffe auf die russischen Städte Rostow am Don, Woronesch und Kursk, die laut Reisner „zentrale Verteiler- und Umschlagepunkte“ sind, bekannt seien. Reisner zufolge setzten die ukrainischen Streitkräfte ihre ATACMS- und HIMARS-Raketen stattdessen favorisiert gegen russische Luftverteidigungssysteme ein, um die Grundlage für zukünftige erfolgreiche Einsätze von F-16-Kampfjets zu schaffen.

### 18. Juni
Die Staatsführer Russlands und Nordkoreas, Wladimir Putin und Kim Jong-Un, unterzeichneten in Pjöngjang einen „Partnerschaftsvertrag“ mit militärischer Beistandsverpflichtung „im Falle einer Aggression gegen eine der Vertragsparteien“. Der stellvertretende russische Außenminister Sergei Rjabkow erklärte, dass vor dem Hintergrund des Kriegs in der Ukraine einige Parameter der russischen Atomdoktrin angepasst werden müssten. Sie besagt bisher, dass das Land in zwei Fällen Atomwaffen einsetzen darf: Bei einem atomaren Angriff auf Russland oder dann, wenn ein Angriff mit konventionellen Waffen die Existenz des Landes gefährdet.

### 20. Juni
In der Nacht brannte ein Öldepot in Enem. Zwei Tage zuvor war ein Öldepot in Asow in Flammen aufgegangen. Auch in einem Öllager in der russischen Oblast Tambow brannte es.
Erstmals setzten die russischen Streitkräfte mehrere drei Tonnen schwere Gleitbomben FAB-3000 im Russisch-Ukrainischen Krieg ein. Getroffen wurde eine ukrainische Stellung in Lypzi.

### 21. Juni
Die USA erweiterten die Nutzungsrechte der Ukraine bezüglich der Verwendung US-amerikanischer Waffen. Fortan darf die Ukraine diese auch gegen militärische Ziele in Russland einsetzen, die sich nicht in unmittelbarer Nähe zur Oblast Charkiw befinden. Voraussetzung für den Waffeneinsatz bleibt, dass von diesen militärischen Zielen aus ein Angriff gegen die Ukraine bevorsteht.
Um den Kampf um Tschassiw Jar zu bestehen, haben die ukrainischen Streitkräfte eigenen Angaben zufolge ihre Einheiten vor Ort verstärkt.

### 22. Juni

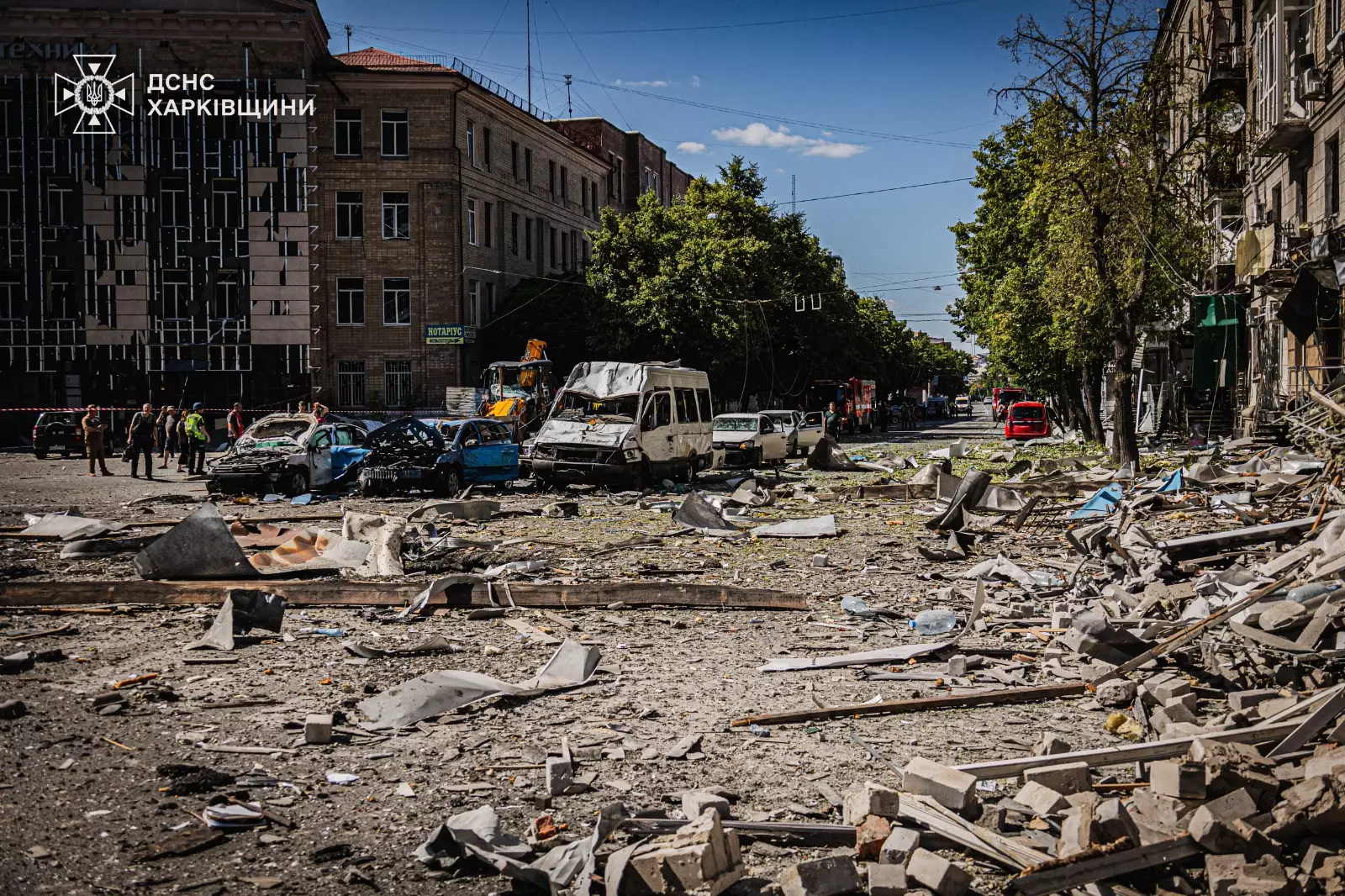
Straße in Charkiw nach einem Luftangriff

Durch fortdauernde russische Luftangriffe wurde inzwischen die Hälfte der Stromerzeugungsinfrastruktur in der Ukraine beschädigt oder zerstört. Nach Angaben des ukrainischen Staatspräsidenten Wolodymyr Selenskyj hat Russland seit Beginn des Monats über 2400 Gleitbomben gegen die Ukraine eingesetzt. Davon seien 700 auf die Stadt Charkiw abgefeuert worden.
Bei einem russischen Luftangriff auf Charkiw sind nach ukrainischen Angaben drei Menschen getötet worden.

### 23. Juni
Bei russischen Angriffen auf die Stadt Charkiw sind nach Angaben des Gouverneurs der gleichnamigen Region ein Mensch getötet und zehn weitere verletzt worden. Im Großraum Kiew sind ukrainischen Angaben zufolge zwei Menschen verletzt worden.
Mittels US-amerikanischer ATACMS-Raketen haben die ukrainischen Streitkräfte ein von den russischen Luft- und Weltraumkräften genutztes Langstrecken-Weltraumkommunikationszentrum (Codename NIP-16) auf der Krim schwer beschädigt bzw. zerstört. Es diente dem russischen Militär unter anderem auch zur Frühwarnung von Raketenangriffen, darunter Atomschlägen. Somit hat die Ukraine innerhalb weniger Wochen je zwei strategisch bedeutsame russische Satellitenkommunikationszentren und Radaranlagen mit sehr großer Reichweite ausgeschaltet.
Russische Medien berichteten, dass bei einem ukrainischen Raketenangriff auf die Krim-Hafenstadt Sewastopol mindestens fünf Personen getötet worden seien, darunter drei Kinder. Das russische Gesundheitsministerium teilte laut Interfax mit, dass außerdem 124 Menschen verletzt worden seien. Das russische Verteidigungsministerium erklärte hierzu zuerst, dass alle (fünf) von der Ukraine abgefeuerten ATACMS-Raketen abgefangen worden und die herabfallenden Trümmer einer abgelenkten Rakete am Strand explodiert seien. Später behauptete die Propaganda auch aus dem Verteidigungsministerium, dass nur vier der Raketen abgefangen worden seien und die Ukraine die fünfte absichtlich über dem Strand habe explodieren lassen. Nach US-Angaben hatte die Ukraine bei ihrem Angriff nicht auf Zivilisten gezielt, sondern Russland habe offenbar eine ATACMS-Rakete abgefangen, die eine Raketenabschussrampe ausschalten sollte. Dabei seien Raketentrümmer an einem Strand niedergegangen. Das russische Außenministerium bestellte wegen des Raketenangriffs die US-Botschafterin ein.
Laut ISW stationiert Russland wahrscheinlich absichtlich militärische Ziele nahe an zivilen Objekten - gegen die eigenen Regeln humanitären Rechts.

### 24. Juni
Generalleutnant Jurij Sodol, dem vom Stabschef der Brigade Asow vorgeworfen wurde, „für den Tod von mehr ukrainischen Soldaten verantwortlich“ zu sein „als jeder russische General“, wurde auf Entscheidung des ukrainischen Staatspräsidenten abgesetzt. Vor seiner Entlassung war Sodol in Odessa bei einer Feier gesichtet worden, während er gleichzeitig zu verantworten hatte, dass die ihm unterstellten ukrainischen Truppen im Donbas von einem russischen Angriff überrascht wurden.

### 25. Juni
Der Internationale Strafgerichtshof erließ wegen Russlands Kriegsführung in der Ukraine Haftbefehle gegen Ex-Verteidigungsminister Sergei Schoigu und den Chef des Generalstabs der Streitkräfte, Waleri Gerassimow.
In Odessa wurden bei einem russischen Luftangriff vier Menschen verletzt.
Wegen der Geschehnisse vom 23. Juni sprachen die Verteidigungsminister der USA und Russlands erstmals seit über einem Jahr miteinander.

### 27. Juni
Die EU hat mit der Ukraine eine Vereinbarung zur Sicherheitskooperation und langfristigen Unterstützung getroffen.
Der ukrainische Generalstab meldete 100 Gefechte innerhalb eines Tages, davon über die Hälfte in der Umgebung von Pokrowsk.
Russische Behörden haben nach eigenen Angaben bis dato 10.000 eingebürgerte Männer in den Angriffskrieg gegen die Ukraine geschickt. Sie meldeten zudem einen Drohnenangriff auf eine Chemiefabrik im Nordwesten Russlands.

### 28. Juni
Die Ukraine verlor wahrscheinlich ihr erstes MLRS Mehrfachraketenwerfersystem durch eine Iskander-M Rakete, die in eine Halle in Schewtschenkowe einschlug und einen starken Brand verursachte.

### 29. Juni

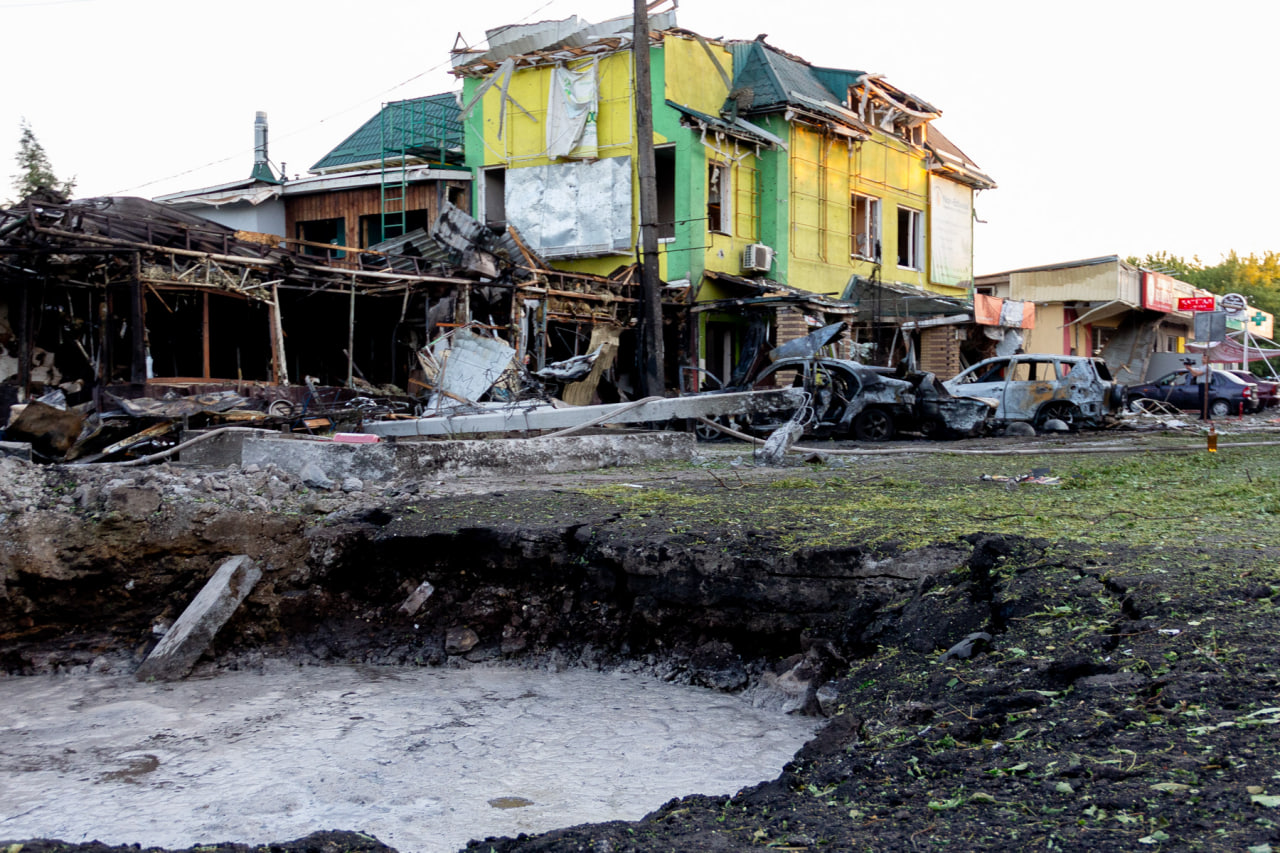
Wilnjansk nach einem Angriff am 29. Juni

Bei einem russischen Angriff auf die Stadt Wilnjansk wurden nach ukrainischen Angaben sechs Zivilisten getötet und acht verletzt. Aus Derhatschi wurde ebenfalls russischer Beschuss mit dabei beschädigter Infrastruktur und Verletzten gemeldet.
Der Militärökonom Marcus Keupp relativierte in einem Interview mit der Frankfurter Allgemeinen Sonntagszeitung Nordkoreas Munitionslieferungen an Russland: Sie seien „aber nicht in kriegsentscheidendem Umfang“. Und China liefere Golf-Carts, „aber keine schweren Waffen“. Der Ölpreis sei hoch, aber Russland verkaufe „weniger Volumen, weil es das gesamte westliche Ölgeschäft verloren hat“, an China und Indien verkaufe Russland „nur mit großem Abschlag“. Der Nettopreis liege „nur knapp über den Produktionskosten“. Die Differenz werde „von einem nationalen Wohlfahrtsfonds abgedeckt“, der „schon von 200 Milliarden Dollar auf 50 […] abgeschmolzen“ sei. Keupp zufolge könnten die hohen Verluste von vier Panzern pro Tag seit der Invasion bewirken, dass die Armee zwischen Ende 2025 bis Mitte 2027 keine mehr haben werde, denn Russland könne derzeit nur 300 bis 500 Panzer pro Jahr bauen. Andererseits sei ein Szenario, dass Russland bei einer Beendigung der Kriegshandlungen in der Ukraine sich über zehn Jahre hinweg eine Streitmacht mit 5000 Panzern aufbauen könne, „der Europa nichts entgegenzusetzen hat“, auch „nicht so weit hergeholt“.

### 30. Juni
Dem ukrainischen Staatspräsidenten zufolge wurde die Ukraine allein in der dritten Juniwoche mit 800 Gleitbomben angegriffen.

## Juli 2024

### 2. Juli

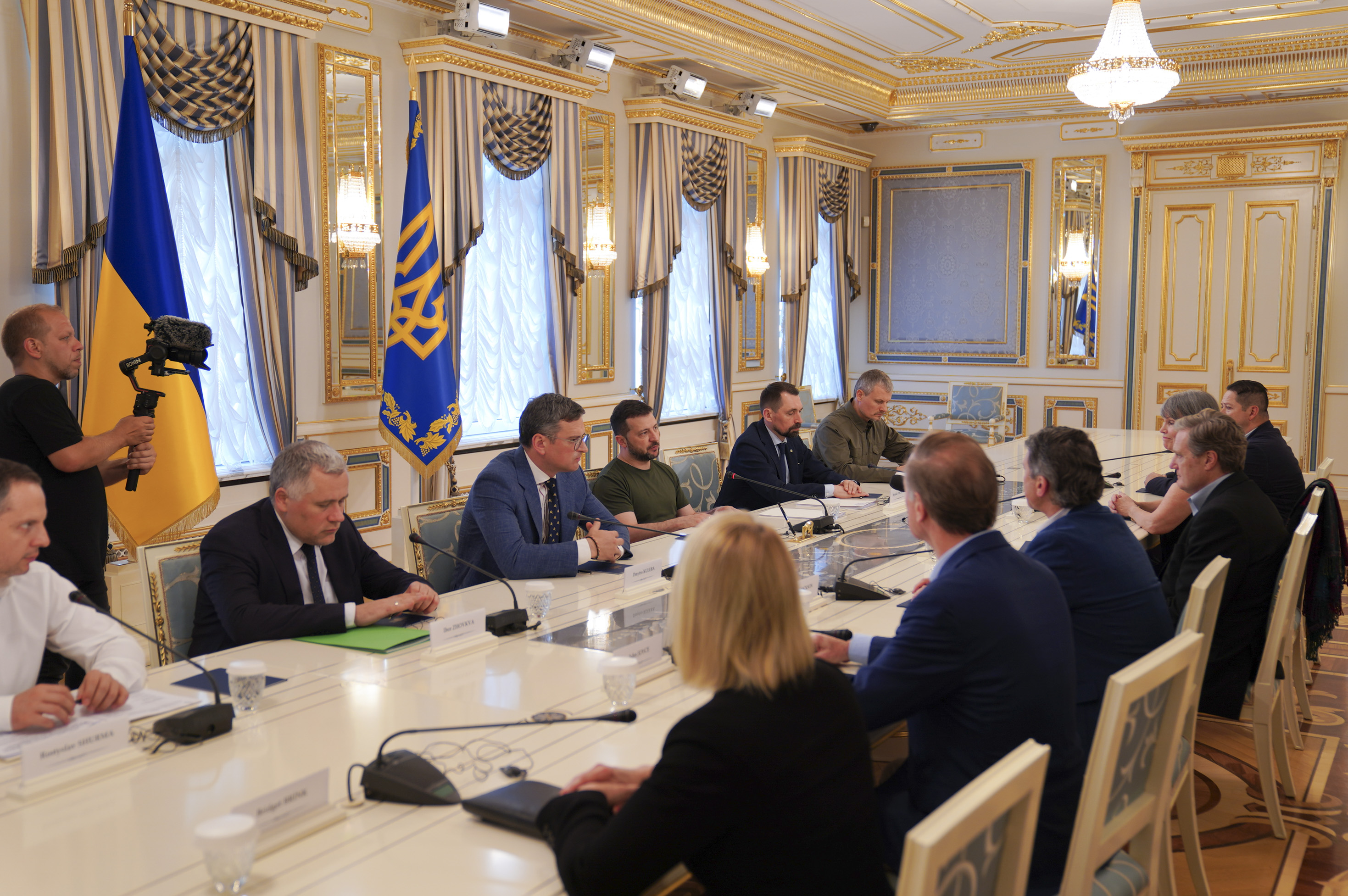
US-amerikanische Delegation unter Mike Turner in Kiew

Erstmals seit Kriegsbeginn reiste der ungarische Ministerpräsident Viktor Orbán, der als „kremlfreundlichster Regierungschef innerhalb der EU“ gilt, in die Ukraine, wo er Präsident Selenskyj traf. Orbán kommentierte dazu u. a.: „Ziel der ungarischen Ratspräsidentschaft ist es, zur Lösung der Herausforderungen beizutragen, vor denen die Europäische Union steht. Meine erste Reise führte daher nach Kiew.“
Nachdem das Parlament in Kiew im Mai 2024 das Mobilisierungsgesetz änderte, wurde mehr als 3000 Häftlinge auf Bewährung freigelassen um in militärischen Einheiten als Soldaten zu dienen. Nach Schätzungen könnten ungefähr 27.000 verurteilte Straftäter für einen Bewährungseinsatz in Frage kommen.

### 3. Juli
Bei einem russischen Raketen- und Drohnenangriff auf die ostukrainische Stadt Dnipro sind laut Angaben des ukrainischen Staatspräsidenten mindestens fünf Menschen getötet und über 50 Menschen verletzt worden.
Die NATO-Mitgliedstaaten beschlossen, dauerhaft einen ranghohen NATO-Beamten in Kiew zu stationieren; er soll von dort aus die Unterstützung der NATO für die Ukraine koordinieren.

### 4. Juli
Die ukrainischen Streitkräfte gaben bekannt, sich bei den Kämpfen um Tschassiw Jar aus der östlichen Vorstadt, dem sogenannten Kanalviertel, zurückgezogen zu haben, weil es „nicht mehr möglich“ sei, es zu halten.
Nach Angaben des Vize-Vorsitzenden des Sicherheitsrat der Russischen Föderation, Dmitri Medwedew, verzeichneten die russischen Streitkräfte für das Jahr 2024 bis dato einen Zuwachs von 190.000 Freiwilligen und Zeitsoldaten.

### 5. Juli
Der ungarische Ministerpräsident Viktor Orbán reiste nach Moskau, um dort nach eigenen Angaben vermittelnde Friedensgespräche mit dem russischen Staatspräsidenten Wladimir Putin zu führen, nachdem er sich zuvor, am 2. Juli in Kiew, mit dem ukrainischen Staatspräsidenten Wolodymyr Selenskyj getroffen hatte. Der EU-Außenbeauftragte, Josep Borrell erklärte, Orbán habe vom „EU-Rat kein Mandat für einen Besuch in Moskau erhalten“ und Orbán vertrete in diesem Fall nicht die EU. Die EU-Ratspräsidentschaft, die die ungarische Regierung turnusgemäß für ein halbes Jahr seit dem 1. Juli 2024 innehat, beinhalte „keine Außenvertretung der Union“. Diese falle in die Zuständigkeit des Präsidenten des Europäischen Rates und auf Ministerebene in die des Hohen Vertreters der Union für Außen- und Sicherheitspolitik. Die Positionen der EU-Kommission zum russischen Krieg gegen die Ukraine schließen laut Borrell offizielle Kontakte zwischen der EU und dem russischen Staatspräsidenten aus. Zuvor hatte Orbán seinen Vermittlungsversuch mit seiner EU-Ratspräsidentschaft in Verbindung gebracht. Der slowakische Ministerpräsident Robert Fico lobte Orbán für dessen umstrittene Moskau-Reise.

### 6. Juli
Nach Angaben des Militärexperten und Politikberaters Franz-Stefan Gady, der auch im Kriegsgebiet unterwegs ist, setzen beide Kriegsparteien in ihrer Kriegsführung „zunehmend größere Bomberdrohnen ein“. Truppenrotationen würden „überwiegend bei Wetterbedingungen durchgeführt, wo keine Drohnen fliegen können“. Truppen an vorderster Front würden „verstärkt per Drohne versorgt“. Die permanente Bedrohung aus der Luft verhindere die Zusammenführung von gepanzerten Verbänden. Das größte Problem bei den ukrainischen Streitkräften sei trotz Erfolgen bei der Rekrutierung „weiterhin der Personalmangel“. In manchen Einheiten liege das Durchschnittsalter der Infanteristen bei Mitte 40. Der Personalmangel werde jedoch aufgrund der Erfolge bei der Rekrutierung im August 2024 abgenommen haben. Bei der russischen Offensive bei Charkiw herrsche aufgrund der Waffenlieferungen aus dem Westen „mittlerweile Parität“ bei der Feuerrate bzw. Feuerkraft der Artillerie. Im Rajon Pokrowsk liege das Verhältnis zugunsten der Russen „nur noch bei mindestens 4:1“, was kein entscheidender Vorteil sei. Laut Gady hätten die ukrainischen Einheiten, die durch die Offensive bei Charkiw gebunden wurden, eigentlich eine neue Reserve bilden sollen, denn der „Hauptfokus der Russen“ sei „weiterhin die Gegend zwischen Pokrowsk und Tschassiw Jar“. Gady zufolge gibt es bei den ukrainischen Streitkräften noch einen Mangel an Munition bei der Flugabwehr. Sollte aufgrund dessen weitere kritische Infrastruktur in der Ukraine durch russische Luftangriffe zerstört werden und die Energieversorgung im Winter bei nur noch drei bis vier Stunden Strom am Tag liegen, „könnte es zu einem neuen Exodus von Ukrainern nach Westeuropa kommen“. Die F-16, mit denen die ukrainischen Streitkräfte ausgerüstet werden, könnten lediglich punktuell die Luftraumverteidigung übernehmen.
Der laut Der Spiegel „unabhängige russische Militärexperte“ Walerij Schirajew erklärte, dass die Anzahl der ukrainischen Drohnen an der Front mittlerweile die Anzahl der russischen Soldaten übersteigt; so kämen mittlerweile auf einen russischen Soldaten zwei Drohnen. Auf den „wichtigsten Frontabschnitten“ ist das Verhältnis laut Schirajew mindestens doppelt so ungleich. Aufgrund dessen schaffe es die (russische) Infanterie kaum, die „Distanz zur gegnerischen Stellung zu Fuß zu überwinden.“ Der effektive Einsatz von ukrainischen Drohnen in Frontgebieten führte dazu, dass die russische Infanterie im Jahr 2024 vermehrt leichte Geländefahrzeuge einsetzt, um beweglicher zu sein. So erwarb der Kreml tausende Fahrzeuge dieser Art. Aus den Posts von russischen Kriegsbloggern, die russische Infanteriesoldaten vermehrt auf Motorrädern und Quads zeigen, lässt sich nach Angaben des Spiegel ableiten, dass diese nicht vom russischen Verteidigungsministerium zur Verfügung gestellt wurden, sondern von Soldaten privat erworben wurden oder auf Spenden zurückgehen.
Mit Stand Juli 2024 setzen beide Kriegsparteien noch relativ wenige Drohnen mit Nachtsichtgerät ein. Beide Kriegsparteien verlegen deswegen Material und Personal vor allem nachts. Nach Angaben eines ukrainischen Drohnenpiloten ist es nicht mehr möglich, stunden-, tagelang mit einem Geschütz oder einem Panzer sichtbar im Gelände zu stehen, ohne durch Drohnen aufgeklärt zu werden. Laut einer ukrainischen Sanitäterin haben sich die Verletzungsmuster im Verlauf des Krieges geändert. Habe sie zu Beginn des Jahres 2023 viele durch Granatsplitter verursachte Verwundungen behandelt, seien mittlerweile „FPV-Drohnen für das Gros der Verletzungen verantwortlich“.
Japans Außenministerin Yōko Kamikawa kündigte bei einem Besuch in Phnom Penh an, dass ihr Land der Ukraine eine leistungsstarke Minenräummaschine zur Verfügung stellen werde. Im August sollen ukrainische Spezialisten in Kambodscha, das aufgrund des Bürgerkriegs, der 1998 endete, auf diesem Gebiet als führend gilt, in der Minenbeseitigung und der Bedienung der Maschine ausgebildet werden.

### 7. Juli
Das russische Verteidigungsministerium behauptete, bei Odessa zwei „Patriot“-Boden-Luft-Raketensysteme zerstört zu haben. Dem Kommandeur der ukrainischen Luftwaffe, Mykola Oleschtschuk, zufolge waren dies Attrappen.
In Woronesch führten die angeblich abgestürzten Trümmer einer ukrainischen Drohne zu einem Brand und zur „Detonation explosiver Objekte“.
Russischen Truppen gelang es, vom Süden her auf die Siedlung Nju-Jork vorzurücken.

### 8. Juli

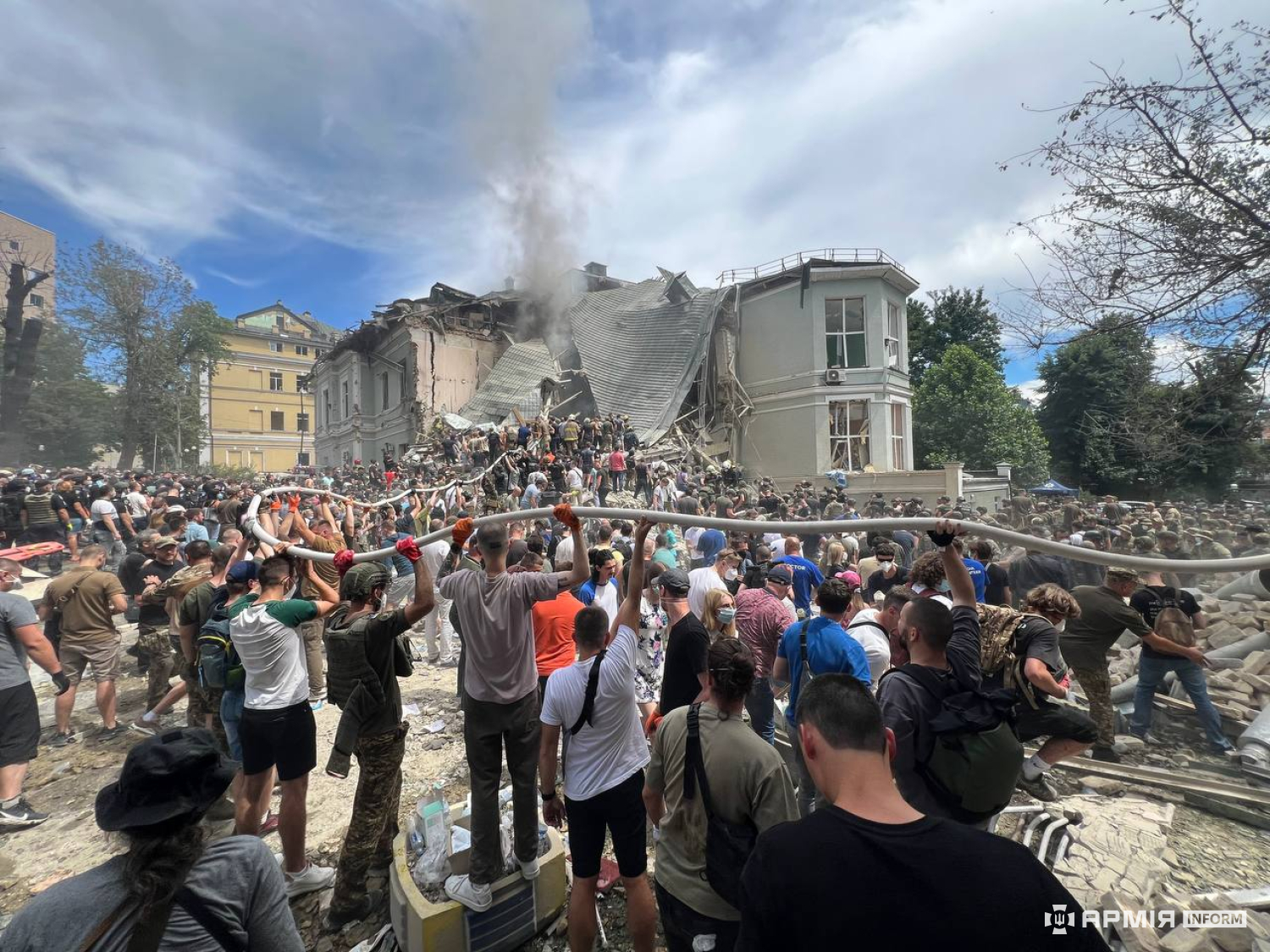
Das Kinderkrankenhaus Ochmatdyt nach dem russischen Raketenangriff vom 8. Juli 2024

Russische Luftangriffe auf Kiew, Dnipro, Krywyj Rih, Schytomyr und Kropywnyzkyj töteten nach ukrainischen Behördenangaben mindestens 42 Menschen und verletzten mindestens 190 Menschen.
Das größte Kinderkrankenhaus (Ochmatdyt) in Kiew wurde Ziel eines Angriffs mit zwei Toten und 30 Verletzten. Rasch fand sich ein Video des Einschlags. Laut Experten war die auf dem Video sichtbare Rakete ein russischer Marschflugkörper. Auch nach vorläufigen Untersuchungen des Büros des Hohen Kommissars für Menschenrechte wurde die Klinik von einem russischen Ch-101-Marschflugkörper getroffen. Der Angriff wird vom Amt der Vereinten Nationen für die Koordinierung humanitärer Angelegenheiten als Kriegsverbrechen im Russisch-Ukrainischen Krieg eingeordnet.
Die russische Kommunikationspolitik im Zusammenhang mit dem Angriff auf das Kinderkrankenhaus Ochmatdyt ist ein typisches Beispiel für Desinformation, bei der falsche Fakten verbreitet werden, um Verunsicherung über den wahren Ablauf zu erzeugen oder die Öffentlichkeit für eine andere Erklärung einzunehmen. In diesem Fall sind auf Aufnahmen eindeutige Hinweise auf einen Ch-101-Tarnkappen-Marschflugkörper zu sehen. Trotzdem wird behauptet, dass es sich um eine ukrainische radargelenkte Luft-Luft-Lenkwaffe des US-amerikanischen Typs AIM-120 AMRAAM gehandelt habe. Ziel ist offenkundig eine Art „Dämonisierung“ der Ukraine, des Westens und der westlichen Medien in Verbindung mit einer möglichst großen Relativierung oder gar Rechtfertigung des russischen Angriffskrieges.
Russlands Geheimdienst FSB berichtete von einem abgewehrten ukrainischen Versuch, den Piloten einer Tupolew Tu-22M zur Flucht mit dem Überschallbomber zu bewegen.

### 11. Juli
Laut CNN deckte ein US-Geheimdienst in diesem Jahr russische Pläne auf, Führungskräfte der europäischen Rüstungsindustrie, die die Ukraine beliefern, ermorden zu lassen. Ein deutscher Geheimdienst bestätigte, vom US-amerikanischen Partnerdienst darüber informiert worden zu sein. CNN zufolge ist es gelungen, ein Attentat auf Rheinmetall-Chef Armin Papperger zu vereiteln. Dagegen bezeichneten hochrangige deutsche Beamte laut Spiegel dies als zu drastische Formulierung, da es keine konkreten Hinweise auf Art des Anschlags oder eine Tätergruppe gegeben habe.

### 16. Juli
Ukrainische Medien meldeten, dass der im Herbst 2023 errichtete Brückenkopf am östlichen Ufer des Dnipro geräumt worden sei. Die ukrainischen Truppen zogen sich bereits vor einigen Wochen zurück, weil ein weiteres Halten der Stellungen wegen der großflächigen Zerstörungen keinen Sinn mehr ergebe.

### 18. Juli
Stand Juli werden in der Ukraine nach Angaben des Innenministeriums etwa 42.000 Menschen vermisst. Zwischenzeitlich seien es 51.000 Vermisste gewesen, jedoch wurden im Verlauf des Krieges 3000 Menschen lebend aufgefunden und die Leichen von etwa 4000 im Gefecht vermisster Soldaten identifiziert.
Ukraines Präsident Selenskyj sprach sich bei einer Friedenslösung deutlich gegen Alleingänge wie den von Ungarns Regierungschef und derzeitigem EU-Ratspräsidenten Orbán aus und fragte, warum man „so eine Person beachten“ solle, die „Reisen in die Hauptstadt des Kriegs [d. h. Moskau] machen will, um zu reden und vielleicht irgendwas auf Kosten der Ukraine zu versprechen.“ Russland sei immer daran interessiert, die Geschlossenheit des Westens durch individuelle Angebote oder Erpressung aufzubrechen.

### 19. Juli
Die ukrainische Politikerin Iryna Farion der rechtsextremen und radikal nationalistischen Swoboda-Partei wurde in Lwiw ermordet.

### 22. Juli
Laut Analyse des österreichischen Berufsoffiziers Markus Reisner sind „zunehmend mehr Einbrüche“ russischer Truppen in ukrainische Stellungen festzustellen. Die Länge der Front in Kombination mit den weit verteilten russischen Angriffen ist laut Reisner eher nachteilig für die ukrainischen Streitkräfte, weil deren Reserven dafür quantitativ nicht ausgelegt sind. Reisner zufolge versucht die Ukraine seit mehreren Monaten, mit Drohnenangriffen auf russische Raffinerien die Ölproduktion in Russland zu verringern, um dem russischen Staat dadurch Einnahmen für seine Kriegswirtschaft zu nehmen. Das Ausmaß der ukrainischen Drohnenangriffe auf Raffinerien, wie auch der Einsatz westlicher Waffensysteme durch die Ukraine, sei jedoch nicht ausgeprägt genug, um Russland vor unlösbare Aufgaben zu stellen. Russland schaffe „es auf dem Niveau immer noch, sich anzupassen“.
Im Verlauf des Juli sind russische Truppen in die ukrainische Siedlung Nju-Jork eingedrungen.

### 25. Juli
Die 79. Luftsturmbrigade der ukrainischen Streitkräfte meldete, bei Kurachowe einen größeren russischen Bodenangriff abgewehrt zu haben, bei dem angeblich 57 gepanzerte Fahrzeuge und 200 Infanteristen eingesetzt wurden.
Nach Angaben der ukrainischen Streitkräfte zog die russische Marine alle Schiffe aus dem Asowschen Meer ab. Ein für den Vortag gemeldeter ukrainischer Drohnenangriff auf eine von drei nahe der Straße von Kertsch operierenden russischen Eisenbahnfähren hat nach Einschätzung des britischen Militärnachrichtendienstes Probleme mit dem Nachschub von Munition und Treibstoff für russische Truppen in der Südukraine zur Folge.

### 29. Juli
Der ukrainische Staatspräsident Wolodymyr Selenskyj nannte als Voraussetzung für einen Waffenstillstand erneut einen vollständigen Rückzug russischer Truppen vom ukrainischen Staatsgebiet bzw. ein Ende der Besatzung.

### 30. Juli
Eine ukrainische Aufklärungseinheit entdeckte ein Panzerabwehrraketensystem vom Typ Bulsae-4, unweit der Front in der russischen Grenzregion Belgorod. Dabei handelte es sich um ein Nordkoreanisches Militärfahrzeug.

### 31. Juli
Die ersten F-16-Kampfflugzeuge aus westlicher Produktion wurden in die Ukraine geliefert. Westliche Medien hatten berichtet, dass zehn F-16 an Kiew übergeben worden seien. Die Niederlande, Dänemark, Norwegen und Belgien hatten der Ukraine über 60 Exemplare der F-16 versprochen.